# Playoffs NBA 2017
Navigation
Playoffs 2016 Playoffs 2018
Les playoffs NBA 2017 sont les séries éliminatoires (en anglais : playoffs) de la saison NBA 2016-2017. Ils débutent le samedi 15 avril 2017.

## Règlement
Contrairement aux années précédentes, ou les 3 équipes vainqueurs de division étaient directement qualifiées pour les playoffs, cette année ce sont les 8 premiers de chacune des deux conférences (Est et Ouest) qui se qualifient. Les 8 équipes qualifiées de chaque conférence sont classées de 1 à 8 selon leur nombre de victoires.
Les critères de départage des équipes sont :
1. équipe championne de division par rapport à une équipe non championne de division
2. face-à-face
3. bilan de division (si les équipes sont dans la même division)
4. bilan de conférence
5. bilan face aux équipes qualifiées en playoffs situées dans la même conférence
6. bilan face aux équipes qualifiées en playoffs situées dans l'autre conférence
7. différence générale de points.

Au premier tour, l'équipe classée numéro 1 affronte l'équipe classée numéro 8, la numéro 2 la 7, la 3 la 6 et la 4 la 5.
En demi-finale de conférence, l'équipe vainqueur du match entre la numéro 1 et la numéro 8 rencontre l'équipe vainqueur du match entre la numéro 4 et la numéro 5 et l'équipe vainqueur du match entre la numéro 2 et la numéro 7 rencontre l'équipe vainqueur du match entre la numéro 3 et la numéro 6.
Les vainqueurs des demi-finales de conférence s'affrontent en finale de conférence. Les deux équipes ayant remporté la finale de leur conférence respective sont nommées championnes de conférence et se rencontrent ensuite pour une série déterminant le champion NBA.
Chaque série de playoffs se déroule au meilleur des 7 matches, la première équipe à 4 victoires passant au tour suivant. Dans chaque série, l'avantage du terrain est attribué à l'équipe ayant le plus de victoires, quel que soit son classement à l'issue de la saison régulière.
Les séries se déroulent de la manière suivante : 
| Match | Équipe recevant |
| ----- | --------------- |
| 1     | Meilleur bilan  |
| 2     | Meilleur bilan  |
| 3     | Moins bon bilan |
| 4     | Moins bon bilan |
| 5     | Meilleur bilan  |
| 6     | Moins bon bilan |
| 7     | Meilleur bilan  |

## Équipes qualifiées
| Oakland San Antonio Houston Cleveland Boston Washington Toronto Los Angeles Salt Lake City Oklahoma City Memphis Atlanta Milwaukee Portland Indianapolis Chicago |

### Conférence Est
| Rang | Équipe                 | Bilan | Obtention         | Obtention         | Obtention                       | Obtention          |
| Rang | Équipe                 | Bilan | Place en playoffs | Titre de division | Meilleur bilan de la conférence | Meilleur bilan NBA |
| ---- | ---------------------- | ----- | ----------------- | ----------------- | ------------------------------- | ------------------ |
| 1    | Celtics de Boston      | 53-29 | 21 mars           | 10 avril          | 12 avril                        | —                  |
| 2    | Cavaliers de Cleveland | 51-31 | 19 mars           | 24 mars           | —                               | —                  |
| 3    | Raptors de Toronto     | 51-31 | 25 mars           | —                 | —                               | —                  |
| 4    | Wizards de Washington  | 49-33 | 24 mars           | 28 mars           | —                               | —                  |
| 5    | Hawks d'Atlanta        | 43-39 | 8 avril           | —                 | —                               | —                  |
| 6    | Bucks de Milwaukee     | 42-40 | 8 avril           | —                 | —                               | —                  |
| 7    | Pacers de l'Indiana    | 42-40 | 12 avril          | —                 | —                               | —                  |
| 8    | Bulls de Chicago       | 41-41 | 12 avril          | —                 | —                               | —                  |

### Conférence Ouest
| Rang | Équipe                    | Bilan | Obtention         | Obtention         | Obtention                       | Obtention          |
| Rang | Équipe                    | Bilan | Place en playoffs | Titre de division | Meilleur bilan de la conférence | Meilleur bilan NBA |
| ---- | ------------------------- | ----- | ----------------- | ----------------- | ------------------------------- | ------------------ |
| 1    | Warriors de Golden State  | 67-15 | 25 février        | 16 mars           | 5 avril                         | 5 avril            |
| 2    | Spurs de San Antonio      | 61-21 | 4 mars            | 31 mars           | —                               | —                  |
| 3    | Rockets de Houston        | 55-27 | 14 mars           | —                 | —                               | —                  |
| 4    | Clippers de Los Angeles   | 51-31 | 25 mars           | —                 | —                               | —                  |
| 5    | Jazz de l'Utah            | 51-31 | 26 mars           | 7 avril           | —                               | —                  |
| 6    | Thunder d'Oklahoma City   | 47-35 | 29 mars           | —                 | —                               | —                  |
| 7    | Grizzlies de Memphis      | 43-39 | 31 mars           | —                 | —                               | —                  |
| 8    | Trail Blazers de Portland | 41-41 | 9 avril           | —                 | —                               | —                  |

### Tableau
|  | 1er tour         | 1er tour                  | 1er tour                 |   |                          | Demi-finales de Conférence | Demi-finales de Conférence | Demi-finales de Conférence |  |   | Finales de Conférence    | Finales de Conférence | Finales de Conférence |  |    | Finales NBA            | Finales NBA | Finales NBA |
|  |                  |                           |                          |   |                          |                            |                            |                            |  |   |                          |                       |                       |  |    |                        |             |             |
|  | 1                | Celtics de Boston         | 4                        |   |                          |                            |                            |                            |  |   |                          |                       |                       |  |    |                        |             |             |
|  | 8                | Bulls de Chicago          | 2                        |   |                          |                            |                            |                            |  |   |                          |                       |                       |  |    |                        |             |             |
|  | 8                | Bulls de Chicago          | 2                        |   | 1                        | Celtics de Boston          | 4                          |                            |  |   |                          |                       |                       |  |    |                        |             |             |
|  |                  |                           |                          |   | 1                        | Celtics de Boston          | 4                          |                            |  |   |                          |                       |                       |  |    |                        |             |             |
|  |                  | 4                         | Wizards de Washington    | 3 |                          |                            |                            |                            |  |   |                          |                       |                       |  |    |                        |             |             |
|  | 4                | 4                         | Wizards de Washington    | 3 | Wizards de Washington    | 4                          |                            |                            |  |   |                          |                       |                       |  |    |                        |             |             |
|  | 4                |                           |                          |   | Wizards de Washington    | 4                          |                            |                            |  |   |                          |                       |                       |  |    |                        |             |             |
|  | 5                | Hawks d'Atlanta           | 2                        |   |                          |                            |                            |                            |  |   |                          |                       |                       |  |    |                        |             |             |
|  | 5                | Hawks d'Atlanta           | 2                        |   |                          |                            |                            |                            |  | 1 | Celtics de Boston        | 1                     |                       |  |    |                        |             |             |
|  | Conférence Est   |                           |                          |   |                          |                            |                            |                            |  | 1 | Celtics de Boston        | 1                     |                       |  |    |                        |             |             |
|  |                  | 2                         | Cavaliers de Cleveland   | 4 |                          |                            |                            |                            |  |   |                          |                       |                       |  |    |                        |             |             |
|  | 3                | 2                         | Cavaliers de Cleveland   | 4 | Raptors de Toronto       | 4                          |                            |                            |  |   |                          |                       |                       |  |    |                        |             |             |
|  | 3                |                           |                          |   | Raptors de Toronto       | 4                          |                            |                            |  |   |                          |                       |                       |  |    |                        |             |             |
|  | 6                | Bucks de Milwaukee        | 2                        |   |                          |                            |                            |                            |  |   |                          |                       |                       |  |    |                        |             |             |
|  | 6                | Bucks de Milwaukee        | 2                        |   | 3                        | Raptors de Toronto         | 0                          |                            |  |   |                          |                       |                       |  |    |                        |             |             |
|  |                  |                           |                          |   | 3                        | Raptors de Toronto         | 0                          |                            |  |   |                          |                       |                       |  |    |                        |             |             |
|  |                  | 2                         | Cavaliers de Cleveland   | 4 |                          |                            |                            |                            |  |   |                          |                       |                       |  |    |                        |             |             |
|  | 2                | 2                         | Cavaliers de Cleveland   | 4 | Cavaliers de Cleveland   | 4                          |                            |                            |  |   |                          |                       |                       |  |    |                        |             |             |
|  | 2                |                           |                          |   | Cavaliers de Cleveland   | 4                          |                            |                            |  |   |                          |                       |                       |  |    |                        |             |             |
|  | 7                | Pacers de l'Indiana       | 0                        |   |                          |                            |                            |                            |  |   |                          |                       |                       |  |    |                        |             |             |
|  | 7                | Pacers de l'Indiana       | 0                        |   |                          |                            |                            |                            |  |   |                          |                       |                       |  | E2 | Cavaliers de Cleveland | 1           |             |
|  |                  |                           |                          |   |                          |                            |                            |                            |  |   |                          |                       |                       |  | E2 | Cavaliers de Cleveland | 1           |             |
|  |                  | W1                        | Warriors de Golden State | 4 |                          |                            |                            |                            |  |   |                          |                       |                       |  |    |                        |             |             |
|  | 1                | W1                        | Warriors de Golden State | 4 | Warriors de Golden State | 4                          |                            |                            |  |   |                          |                       |                       |  |    |                        |             |             |
|  | 1                |                           |                          |   | Warriors de Golden State | 4                          |                            |                            |  |   |                          |                       |                       |  |    |                        |             |             |
|  | 8                | Trail Blazers de Portland | 0                        |   |                          |                            |                            |                            |  |   |                          |                       |                       |  |    |                        |             |             |
|  | 8                | Trail Blazers de Portland | 0                        |   | 1                        | Warriors de Golden State   | 4                          |                            |  |   |                          |                       |                       |  |    |                        |             |             |
|  |                  |                           |                          |   | 1                        | Warriors de Golden State   | 4                          |                            |  |   |                          |                       |                       |  |    |                        |             |             |
|  |                  | 5                         | Jazz de l'Utah           | 0 |                          |                            |                            |                            |  |   |                          |                       |                       |  |    |                        |             |             |
|  | 4                | 5                         | Jazz de l'Utah           | 0 | Clippers de Los Angeles  | 3                          |                            |                            |  |   |                          |                       |                       |  |    |                        |             |             |
|  | 4                |                           |                          |   | Clippers de Los Angeles  | 3                          |                            |                            |  |   |                          |                       |                       |  |    |                        |             |             |
|  | 5                | Jazz de l'Utah            | 4                        |   |                          |                            |                            |                            |  |   |                          |                       |                       |  |    |                        |             |             |
|  | 5                | Jazz de l'Utah            | 4                        |   |                          |                            |                            |                            |  | 1 | Warriors de Golden State | 4                     |                       |  |    |                        |             |             |
|  | Conférence Ouest |                           |                          |   |                          |                            |                            |                            |  | 1 | Warriors de Golden State | 4                     |                       |  |    |                        |             |             |
|  |                  | 2                         | Spurs de San Antonio     | 0 |                          |                            |                            |                            |  |   |                          |                       |                       |  |    |                        |             |             |
|  | 3                | 2                         | Spurs de San Antonio     | 0 | Rockets de Houston       | 4                          |                            |                            |  |   |                          |                       |                       |  |    |                        |             |             |
|  | 3                |                           |                          |   | Rockets de Houston       | 4                          |                            |                            |  |   |                          |                       |                       |  |    |                        |             |             |
|  | 6                | Thunder d'Oklahoma City   | 1                        |   |                          |                            |                            |                            |  |   |                          |                       |                       |  |    |                        |             |             |
|  | 6                | Thunder d'Oklahoma City   | 1                        |   | 3                        | Rockets de Houston         | 2                          |                            |  |   |                          |                       |                       |  |    |                        |             |             |
|  |                  |                           |                          |   | 3                        | Rockets de Houston         | 2                          |                            |  |   |                          |                       |                       |  |    |                        |             |             |
|  |                  | 2                         | Spurs de San Antonio     | 4 |                          |                            |                            |                            |  |   |                          |                       |                       |  |    |                        |             |             |
|  | 2                | 2                         | Spurs de San Antonio     | 4 | Spurs de San Antonio     | 4                          |                            |                            |  |   |                          |                       |                       |  |    |                        |             |             |
|  | 2                |                           |                          |   | Spurs de San Antonio     | 4                          |                            |                            |  |   |                          |                       |                       |  |    |                        |             |             |
|  | 7                | Grizzlies de Memphis      | 2                        |   |                          |                            |                            |                            |  |   |                          |                       |                       |  |    |                        |             |             |

### Conférence Est
Salles
Salles des huit participants.

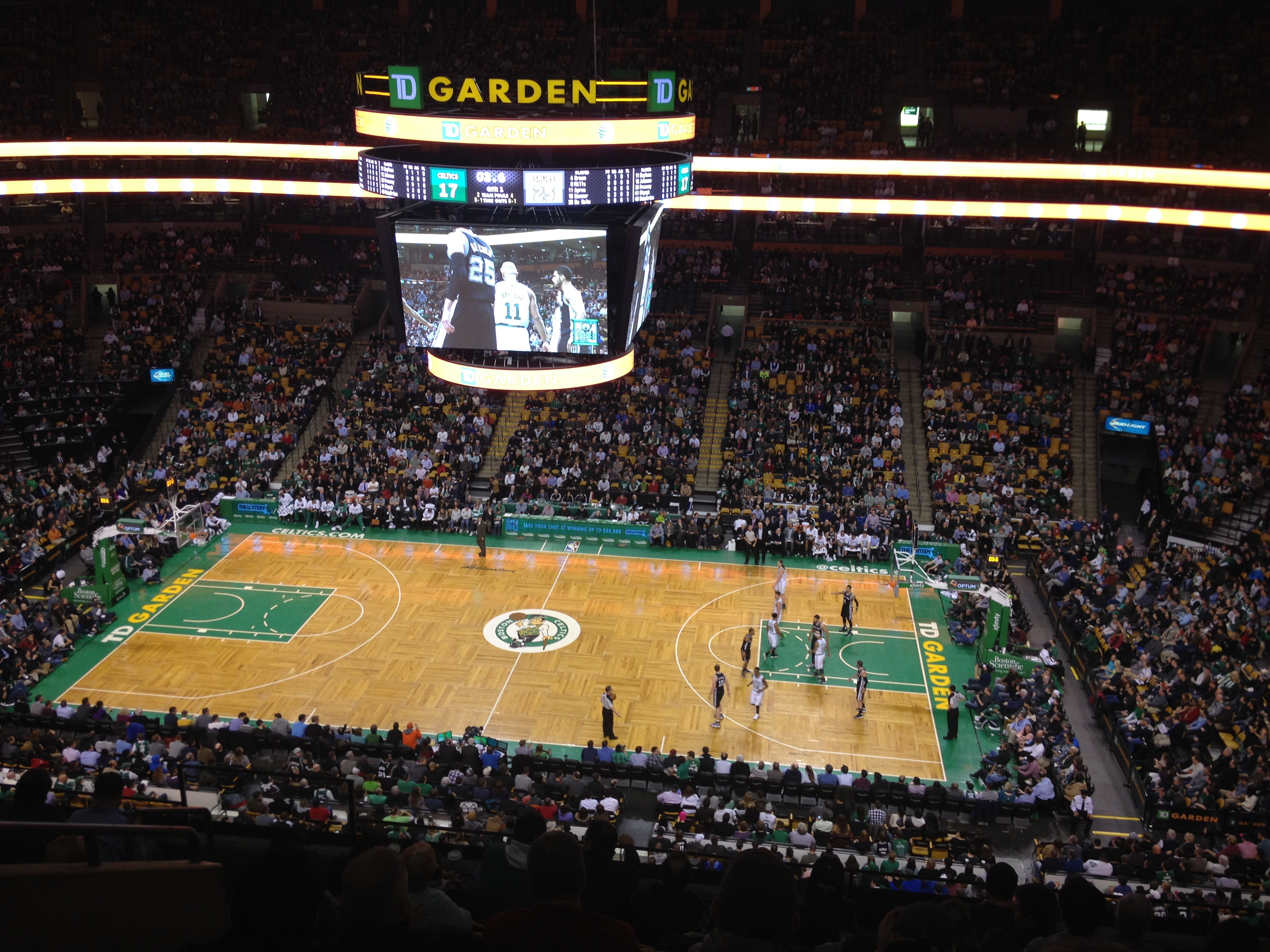
TD Garden, Boston
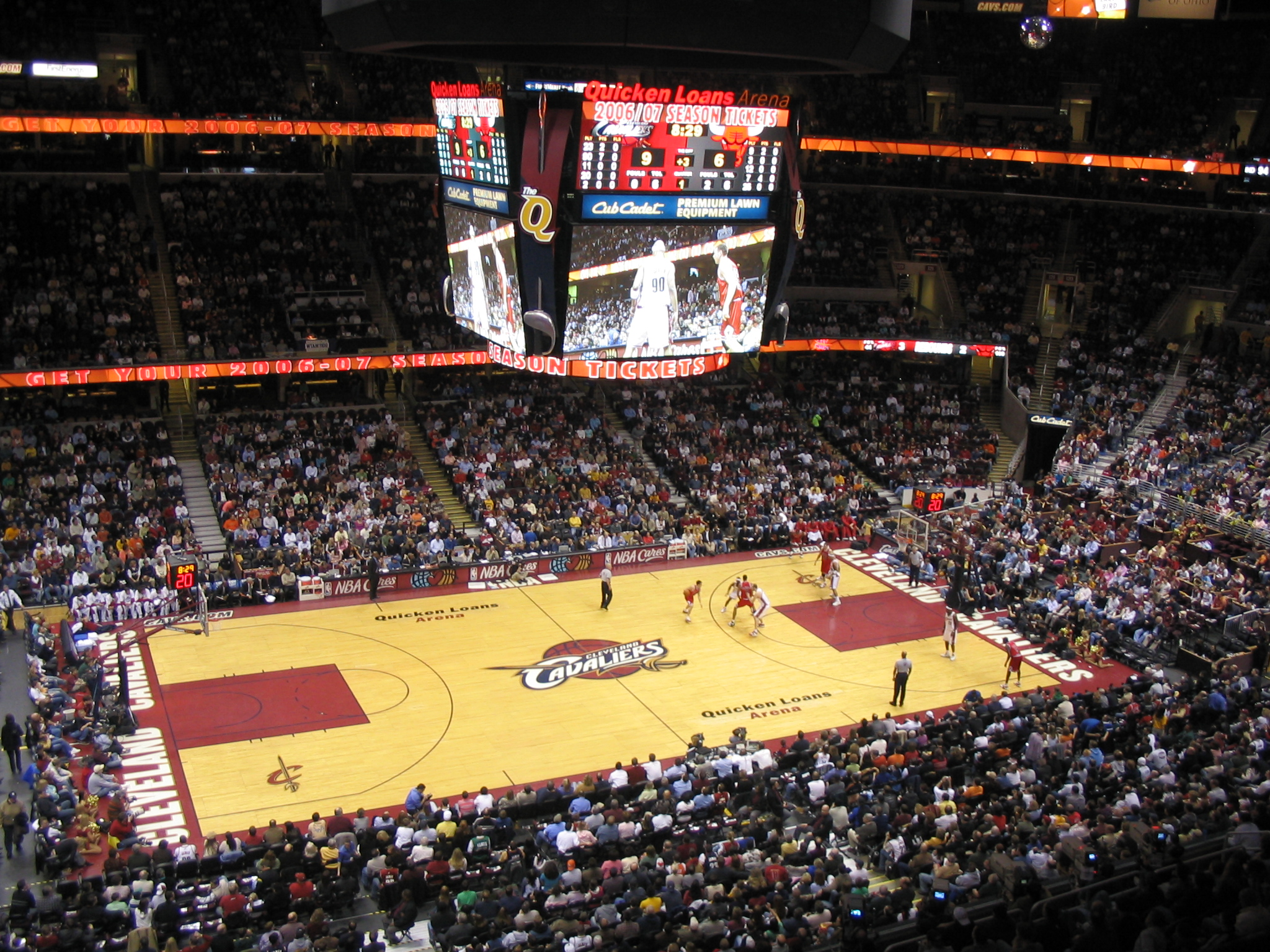
Quicken Loans Arena, Cleveland
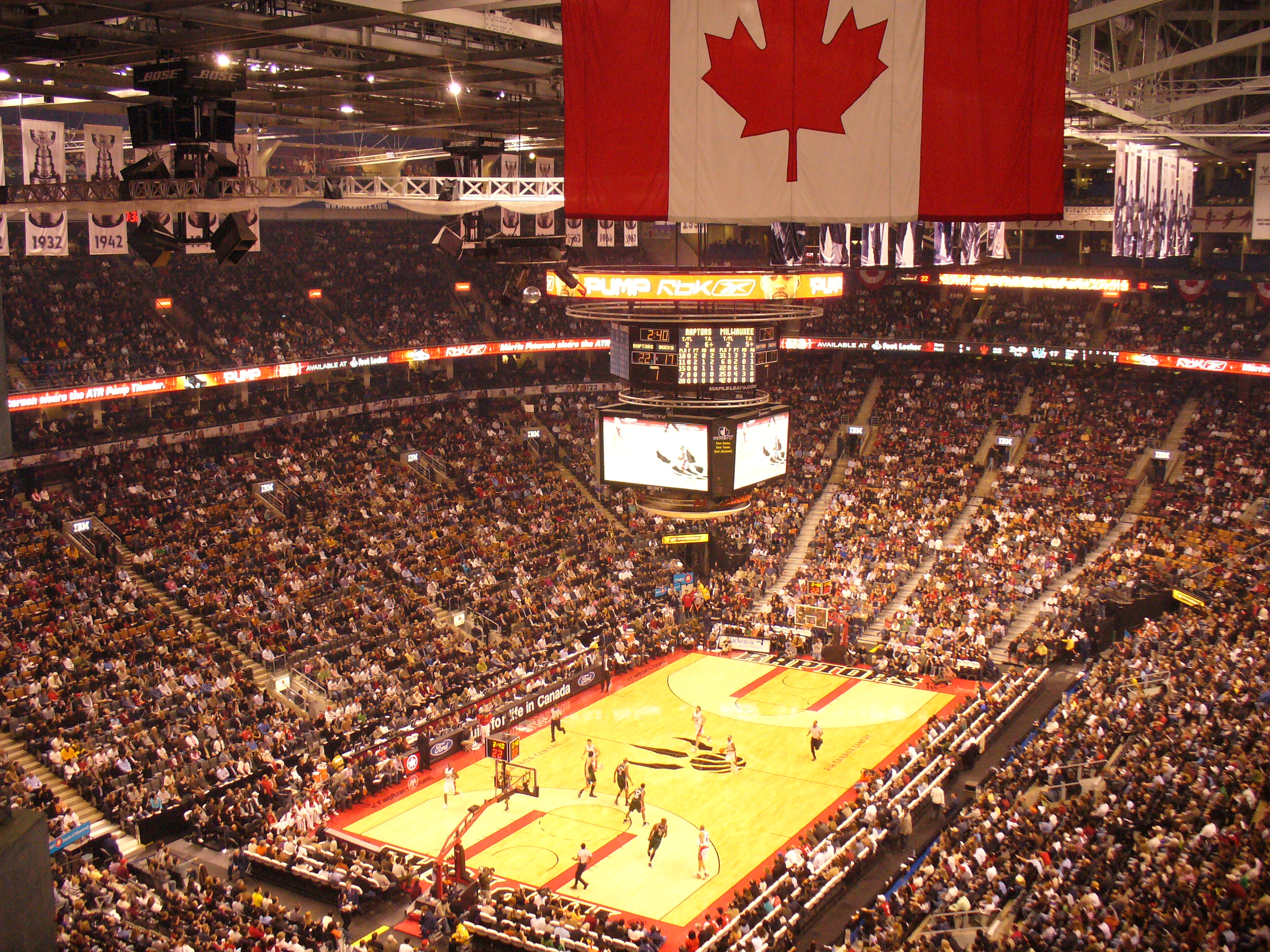
Centre Air Canada, Toronto
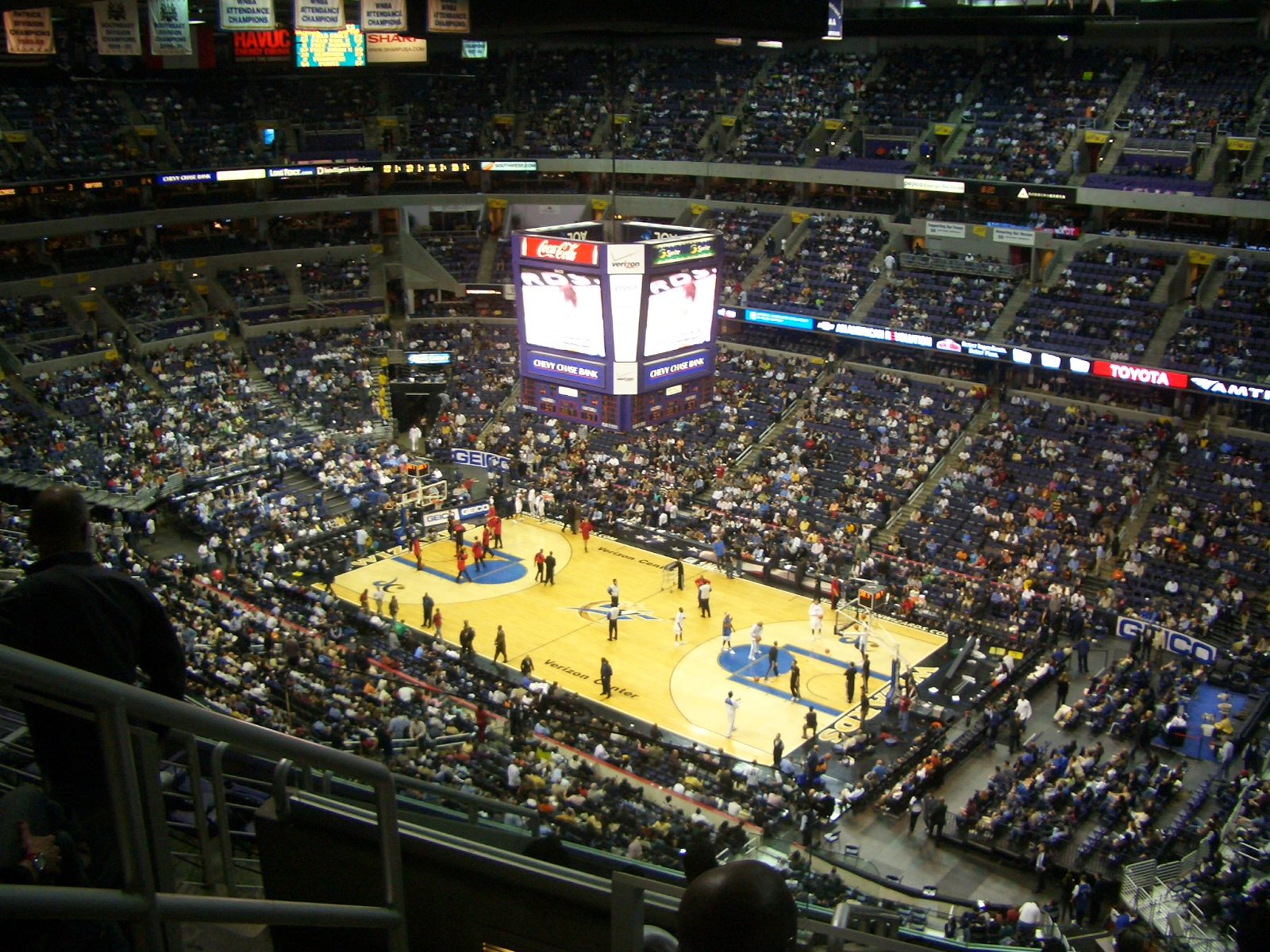
Verizon Center, Washington
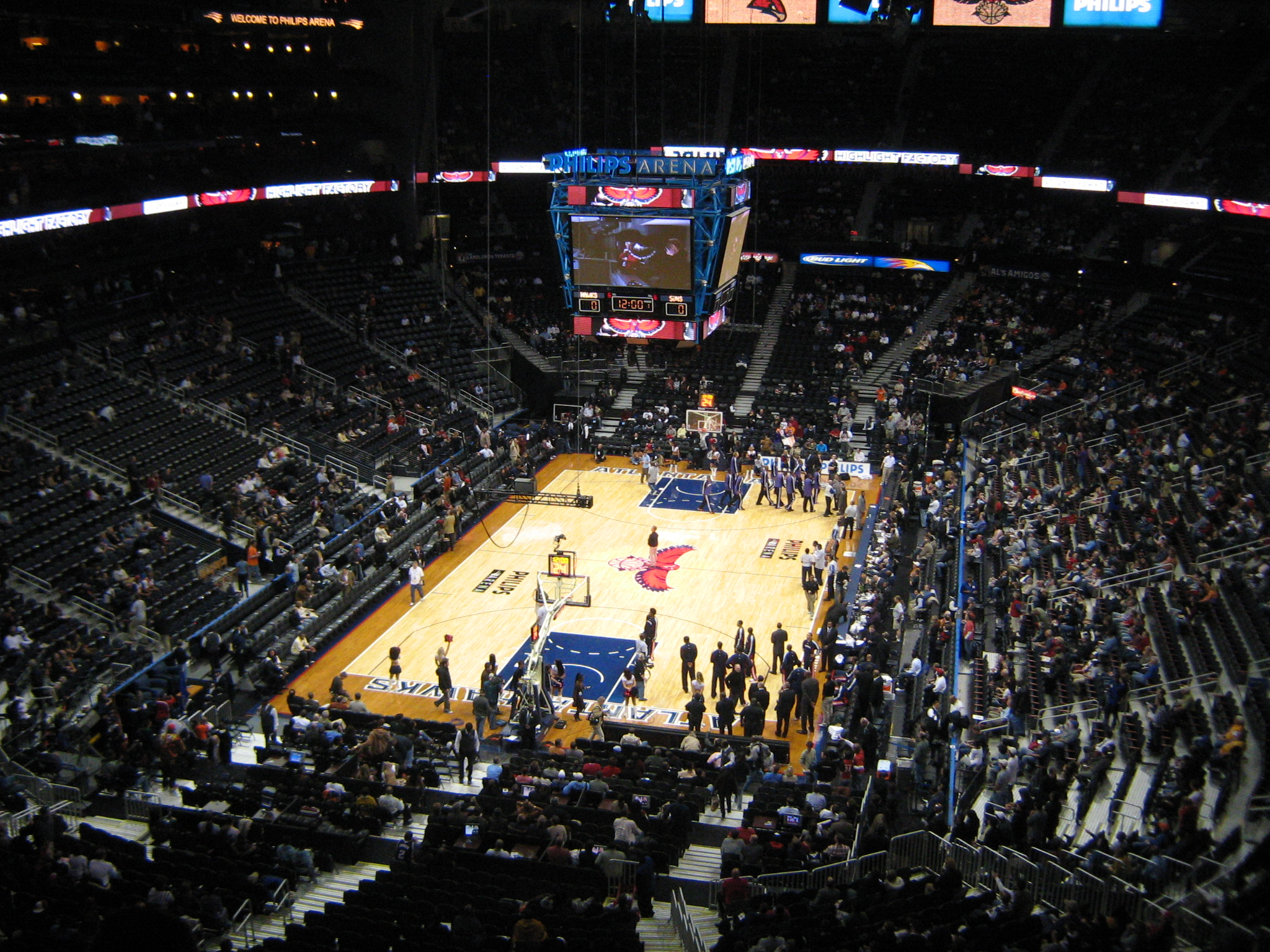
Philips Arena, Atlanta
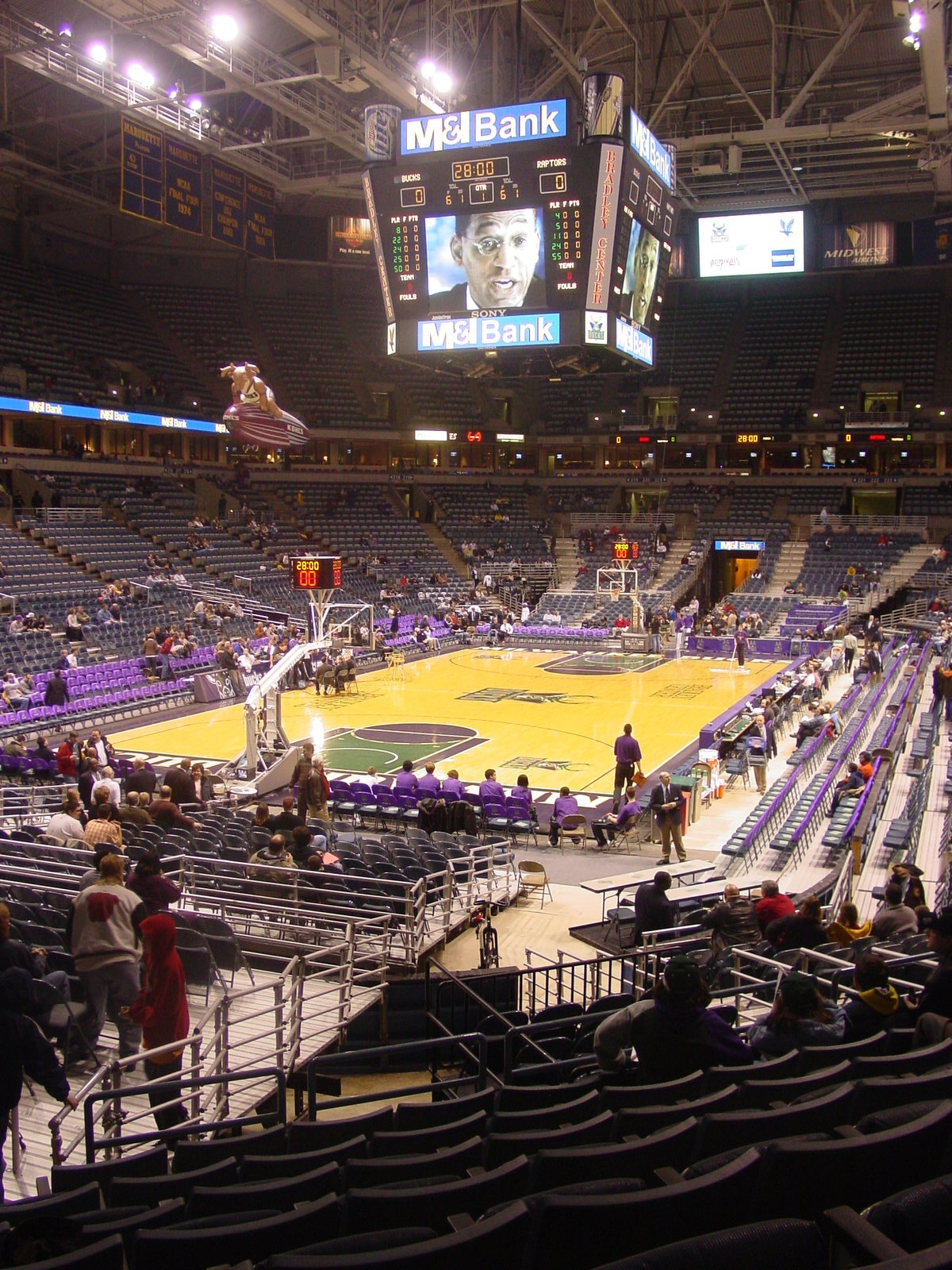
BMO Harris Bradley Center, Milwaukee
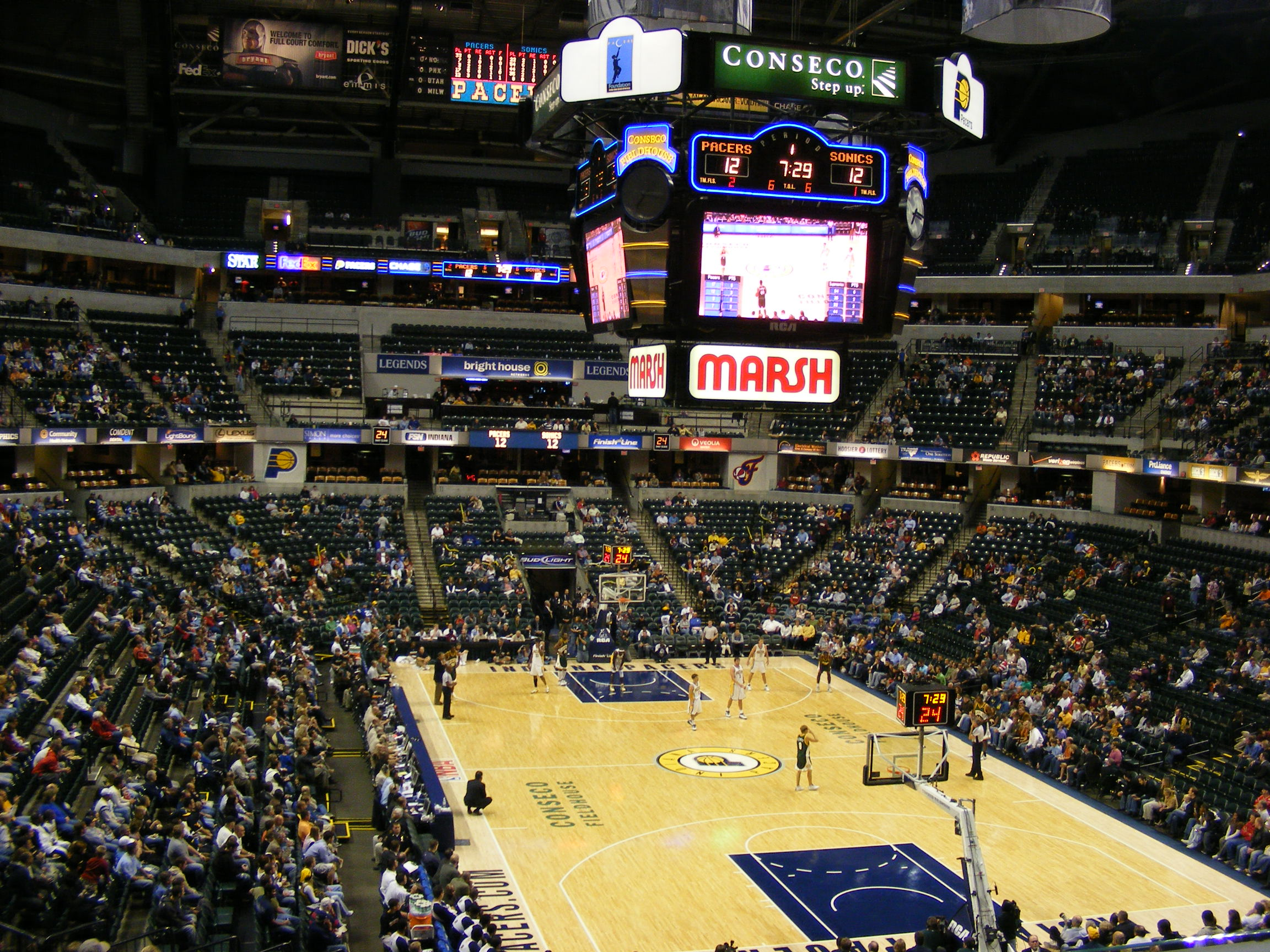
Bankers Life Fieldhouse, Indianapolis
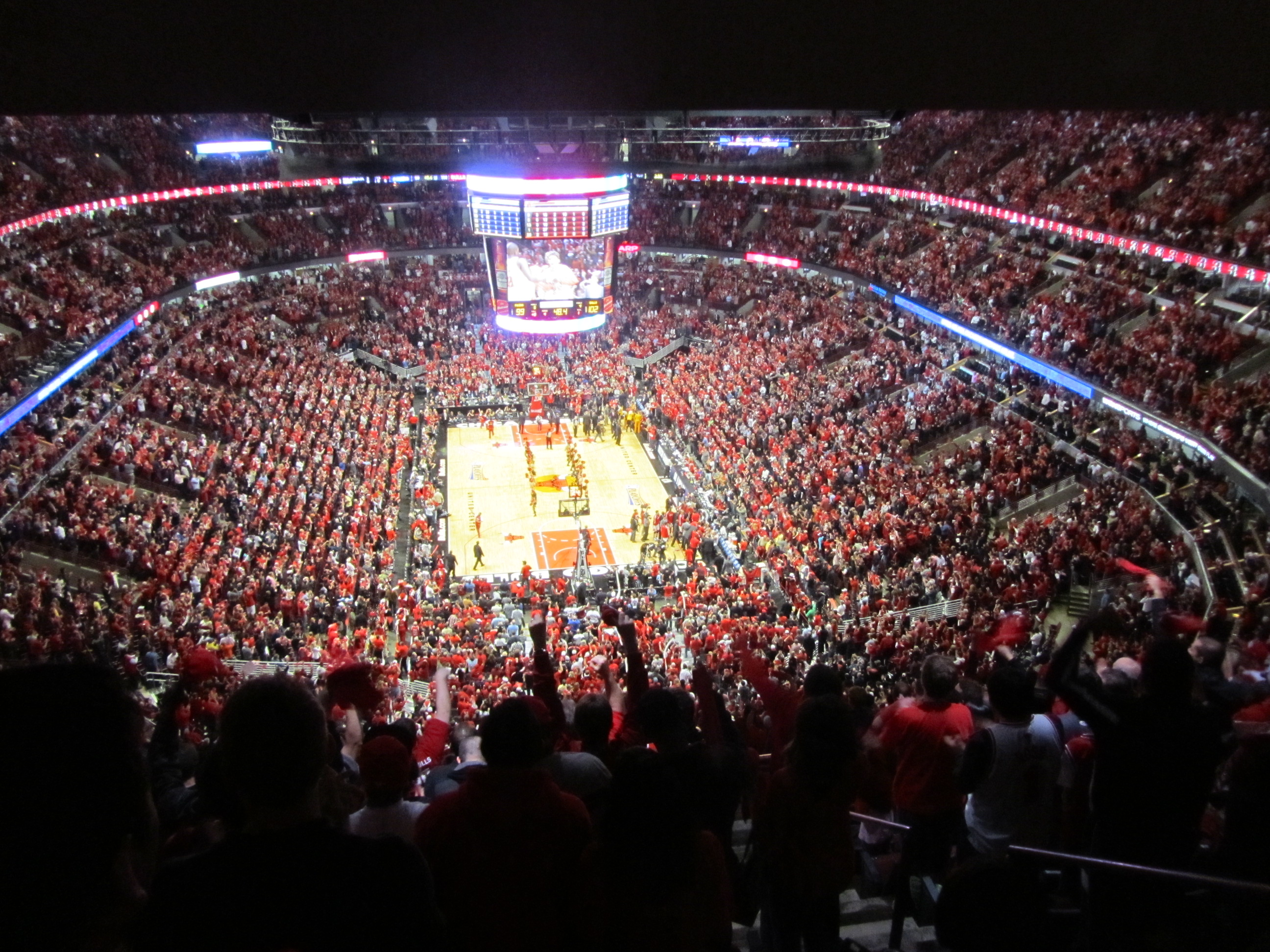
United Center, Chicago

#### Premier tour

##### (1)Celtics de Bostonvs.Bulls de Chicago(8)
| 16 avril 2017 18h30 EDT | Rapport | Bulls de Chicago 106, Celtics de Boston 102        | Bulls de Chicago 106, Celtics de Boston 102 | Bulls de Chicago 106, Celtics de Boston 102    |  | TD Garden, Boston, Massachusetts |
| 16 avril 2017 18h30 EDT | Rapport | Score par quart-temps : 23-28, 25-18, 26-28, 32-28 |                                             |                                                |  | TD Garden, Boston, Massachusetts |
| 16 avril 2017 18h30 EDT | Rapport | Score par mi-temps : 48-46, 58-56                  |                                             |                                                |  | TD Garden, Boston, Massachusetts |
| 16 avril 2017 18h30 EDT | Rapport | Jimmy Butler, 30 Robin Lopez, 11 Wade, Rondo, 6    | Points Rebonds Passes d.                    | Isaiah Thomas, 33 Jae Crowder, 8 Al Horford, 8 |  | TD Garden, Boston, Massachusetts |

| 18 avril 2017 20h00 EDT | Rapport | Bulls de Chicago 111, Celtics de Boston 97         | Bulls de Chicago 111, Celtics de Boston 97 | Bulls de Chicago 111, Celtics de Boston 97       |  | TD Garden, Boston, Massachusetts |
| 18 avril 2017 20h00 EDT | Rapport | Score par quart-temps : 31-26, 23-20, 32-29, 25-22 |                                            |                                                  |  | TD Garden, Boston, Massachusetts |
| 18 avril 2017 20h00 EDT | Rapport | Score par mi-temps : 54-46, 57-51                  |                                            |                                                  |  | TD Garden, Boston, Massachusetts |
| 18 avril 2017 20h00 EDT | Rapport | Wade, Butler, 22 Rajon Rondo, 9 Rajon Rondo, 14    | Points Rebonds Passes d.                   | Isaiah Thomas, 20 Al Horford, 11 Kelly Olynyk, 7 |  | TD Garden, Boston, Massachusetts |

| 21 avril 2017 19h00 EDT | Rapport | Celtics de Boston 104, Bulls de Chicago 87         | Celtics de Boston 104, Bulls de Chicago 87 | Celtics de Boston 104, Bulls de Chicago 87             |  | United Center, Chicago, Illinois |
| 21 avril 2017 19h00 EDT | Rapport | Score par quart-temps : 33-15, 11-26, 32-22, 28-24 |                                            |                                                        |  | United Center, Chicago, Illinois |
| 21 avril 2017 19h00 EDT | Rapport | Score par mi-temps : 44-41, 60-46                  |                                            |                                                        |  | United Center, Chicago, Illinois |
| 21 avril 2017 19h00 EDT | Rapport | Al Horford, 18 Al Horford, 8 Isaiah Thomas, 9      | Points Rebonds Passes d.                   | Dwyane Wade, 18 Cristiano Felício, 11 Trois joueurs, 3 |  | United Center, Chicago, Illinois |

| 23 avril 2017 18h30 EDT | Rapport | Celtics de Boston 104, Bulls de Chicago 95         | Celtics de Boston 104, Bulls de Chicago 95 | Celtics de Boston 104, Bulls de Chicago 95       |  | United Center, Chicago, Illinois |
| 23 avril 2017 18h30 EDT | Rapport | Score par quart-temps : 30-18, 27-28, 22-24, 25-25 |                                            |                                                  |  | United Center, Chicago, Illinois |
| 23 avril 2017 18h30 EDT | Rapport | Score par mi-temps : 57-46, 47-49                  |                                            |                                                  |  | United Center, Chicago, Illinois |
| 23 avril 2017 18h30 EDT | Rapport | Isaiah Thomas, 33 Al Horford, 12 Isaiah Thomas, 7  | Points Rebonds Passes d.                   | Jimmy Butler, 33 Bobby Portis, 8 Jimmy Butler, 9 |  | United Center, Chicago, Illinois |

| 26 avril 2017 20h30 EDT | Rapport | Bulls de Chicago 97, Celtics de Boston 108         | Bulls de Chicago 97, Celtics de Boston 108 | Bulls de Chicago 97, Celtics de Boston 108       |  | TD Garden, Boston, Massachusetts |
| 26 avril 2017 20h30 EDT | Rapport | Score par quart-temps : 20-23, 30-29, 31-27, 16-29 |                                            |                                                  |  | TD Garden, Boston, Massachusetts |
| 26 avril 2017 20h30 EDT | Rapport | Score par mi-temps : 50-52, 47-56                  |                                            |                                                  |  | TD Garden, Boston, Massachusetts |
| 26 avril 2017 20h30 EDT | Rapport | Dwyane Wade, 26 Dwyane Wade, 11 Dwyane Wade, 8     | Points Rebonds Passes d.                   | Thomas, Bradley, 24 Jae Crowder, 8 Al Horford, 9 |  | TD Garden, Boston, Massachusetts |

| 28 avril 2017 20h00 EDT | Rapport | Celtics de Boston 105, Bulls de Chicago 83         | Celtics de Boston 105, Bulls de Chicago 83 | Celtics de Boston 105, Bulls de Chicago 83       |  | United Center, Chicago, Illinois |
| 28 avril 2017 20h00 EDT | Rapport | Score par quart-temps : 30-23, 24-18, 34-18, 17-24 |                                            |                                                  |  | United Center, Chicago, Illinois |
| 28 avril 2017 20h00 EDT | Rapport | Score par mi-temps : 54-41, 51-42                  |                                            |                                                  |  | United Center, Chicago, Illinois |
| 28 avril 2017 20h00 EDT | Rapport | Avery Bradley, 23 Trois joueurs, 6 Al Horford, 7   | Points Rebonds Passes d.                   | Jimmy Butler, 23 Bobby Portis, 11 Dwyane Wade, 3 |  | United Center, Chicago, Illinois |
| 28 avril 2017 20h00 EDT | Rapport | Boston remporte la série 4 à 2.                    |                                            |                                                  |  | United Center, Chicago, Illinois |

##### (2)Cavaliers de Clevelandvs.Pacers de l'Indiana(7)
| 15 avril 2017 15h00 EDT | Rapport | Pacers de l'Indiana 108, Cavaliers de Cleveland 109 | Pacers de l'Indiana 108, Cavaliers de Cleveland 109 | Pacers de l'Indiana 108, Cavaliers de Cleveland 109    |  | Quicken Loans Arena, Cleveland, Ohio |
| 15 avril 2017 15h00 EDT | Rapport | Score par quart-temps : 29-34, 30-32, 25-26, 24-17  |                                                     |                                                        |  | Quicken Loans Arena, Cleveland, Ohio |
| 15 avril 2017 15h00 EDT | Rapport | Score par mi-temps : 59-66, 49-43                   |                                                     |                                                        |  | Quicken Loans Arena, Cleveland, Ohio |
| 15 avril 2017 15h00 EDT | Rapport | Paul George, 29 Thaddeus Young, 9 Paul George, 7    | Points Rebonds Passes d.                            | LeBron James, 32 Tristan Thompson, 13 LeBron James, 13 |  | Quicken Loans Arena, Cleveland, Ohio |

| 17 avril 2017 19h00 EDT | Rapport | Pacers de l'Indiana 111, Cavaliers de Cleveland 117 | Pacers de l'Indiana 111, Cavaliers de Cleveland 117 | Pacers de l'Indiana 111, Cavaliers de Cleveland 117 |  | Quicken Loans Arena, Cleveland, Ohio |
| 17 avril 2017 19h00 EDT | Rapport | Score par quart-temps : 29-32, 29-31, 20-33, 33-21  |                                                     |                                                     |  | Quicken Loans Arena, Cleveland, Ohio |
| 17 avril 2017 19h00 EDT | Rapport | Score par mi-temps : 58-63, 53-54                   |                                                     |                                                     |  | Quicken Loans Arena, Cleveland, Ohio |
| 17 avril 2017 19h00 EDT | Rapport | Paul George, 32 Paul George, 8 Paul George, 7       | Points Rebonds Passes d.                            | Kyrie Irving, 37 Kevin Love, 11 LeBron James, 7     |  | Quicken Loans Arena, Cleveland, Ohio |

| 20 avril 2017 19h00 EDT | Rapport | Cavaliers de Cleveland 119, Pacers de l'Indiana 114 | Cavaliers de Cleveland 119, Pacers de l'Indiana 114 | Cavaliers de Cleveland 119, Pacers de l'Indiana 114 |  | Bankers Life Fieldhouse, Indianapolis, Indiana |
| 20 avril 2017 19h00 EDT | Rapport | Score par quart-temps : 27-37, 22-37, 35-17, 35-23  |                                                     |                                                     |  | Bankers Life Fieldhouse, Indianapolis, Indiana |
| 20 avril 2017 19h00 EDT | Rapport | Score par mi-temps : 49-74, 70-40                   |                                                     |                                                     |  | Bankers Life Fieldhouse, Indianapolis, Indiana |
| 20 avril 2017 19h00 EDT | Rapport | LeBron James, 41 LeBron James, 13 LeBron James, 12  | Points Rebonds Passes d.                            | Paul George, 36 Paul George, 15 Paul George, 9      |  | Bankers Life Fieldhouse, Indianapolis, Indiana |

| 23 avril 2017 13h00 EDT | Rapport | Cavaliers de Cleveland 106, Pacers de l'Indiana 102 | Cavaliers de Cleveland 106, Pacers de l'Indiana 102 | Cavaliers de Cleveland 106, Pacers de l'Indiana 102     |  | Bankers Life Fieldhouse, Indianapolis, Indiana |
| 23 avril 2017 13h00 EDT | Rapport | Score par quart-temps : 22-24, 36-28, 30-25, 18-25  |                                                     |                                                         |  | Bankers Life Fieldhouse, Indianapolis, Indiana |
| 23 avril 2017 13h00 EDT | Rapport | Score par mi-temps : 58-52, 48-50                   |                                                     |                                                         |  | Bankers Life Fieldhouse, Indianapolis, Indiana |
| 23 avril 2017 13h00 EDT | Rapport | LeBron James, 33 Kevin Love, 16 LeBron James, 4     | Points Rebonds Passes d.                            | Lance Stephenson, 22 Thaddeus Young, 10 Jeff Teague, 10 |  | Bankers Life Fieldhouse, Indianapolis, Indiana |
| 23 avril 2017 13h00 EDT | Rapport | Cleveland remporte la série 4 à 0.                  |                                                     |                                                         |  | Bankers Life Fieldhouse, Indianapolis, Indiana |

##### (3)Raptors de Torontovs.Bucks de Milwaukee(6)
| 15 avril 2017 17h30 EDT | Rapport | Bucks de Milwaukee 97, Raptors de Toronto 83                 | Bucks de Milwaukee 97, Raptors de Toronto 83 | Bucks de Milwaukee 97, Raptors de Toronto 83    |  | Centre Air Canada, Toronto, Ontario |
| 15 avril 2017 17h30 EDT | Rapport | Score par quart-temps : 30-22, 16-29, 29-19, 22-13           |                                              |                                                 |  | Centre Air Canada, Toronto, Ontario |
| 15 avril 2017 17h30 EDT | Rapport | Score par mi-temps : 46-51, 51-32                            |                                              |                                                 |  | Centre Air Canada, Toronto, Ontario |
| 15 avril 2017 17h30 EDT | Rapport | Giánnis Antetokoúnmpo, 28 Greg Monroe, 15 Khris Middleton, 9 | Points Rebonds Passes d.                     | DeMar DeRozan, 27 Serge Ibaka, 14 Kyle Lowry, 6 |  | Centre Air Canada, Toronto, Ontario |

| 18 avril 2017 19h00 EDT | Rapport | Bucks de Milwaukee 100, Raptors de Toronto 106                               | Bucks de Milwaukee 100, Raptors de Toronto 106 | Bucks de Milwaukee 100, Raptors de Toronto 106         |  | Centre Air Canada, Toronto, Ontario |
| 18 avril 2017 19h00 EDT | Rapport | Score par quart-temps : 25-28, 27-27, 31-29, 17-22                           |                                                |                                                        |  | Centre Air Canada, Toronto, Ontario |
| 18 avril 2017 19h00 EDT | Rapport | Score par mi-temps : 52-55, 48-51                                            |                                                |                                                        |  | Centre Air Canada, Toronto, Ontario |
| 18 avril 2017 19h00 EDT | Rapport | Giánnis Antetokoúnmpo, 24 Giánnis Antetokoúnmpo, 15 Giánnis Antetokoúnmpo, 7 | Points Rebonds Passes d.                       | DeMar DeRozan, 23 Jonas Valančiūnas, 10 Serge Ibaka, 6 |  | Centre Air Canada, Toronto, Ontario |

| 20 avril 2017 20h00 EDT | Rapport | Raptors de Toronto 77, Bucks de Milwaukee 104          | Raptors de Toronto 77, Bucks de Milwaukee 104 | Raptors de Toronto 77, Bucks de Milwaukee 104                   |  | BMO Harris Bradley Center, Milwaukee, Wisconsin |
| 20 avril 2017 20h00 EDT | Rapport | Score par quart-temps : 12-32, 18-25, 16-21, 31-26     |                                               |                                                                 |  | BMO Harris Bradley Center, Milwaukee, Wisconsin |
| 20 avril 2017 20h00 EDT | Rapport | Score par mi-temps : 30-57, 47-47                      |                                               |                                                                 |  | BMO Harris Bradley Center, Milwaukee, Wisconsin |
| 20 avril 2017 20h00 EDT | Rapport | Lowry, Wright, 13 Valančiūnas, Pöltl, 7 Cory Joseph, 3 | Points Rebonds Passes d.                      | Khris Middleton, 20 Giánnis Antetokoúnmpo, 8 Malcolm Brogdon, 9 |  | BMO Harris Bradley Center, Milwaukee, Wisconsin |

| 22 avril 2017 15h00 EDT | Rapport | Raptors de Toronto 87, Bucks de Milwaukee 76        | Raptors de Toronto 87, Bucks de Milwaukee 76 | Raptors de Toronto 87, Bucks de Milwaukee 76                |  | BMO Harris Bradley Center, Milwaukee, Wisconsin |
| 22 avril 2017 15h00 EDT | Rapport | Score par quart-temps : 19-19, 22-22, 23-17, 23-18  |                                              |                                                             |  | BMO Harris Bradley Center, Milwaukee, Wisconsin |
| 22 avril 2017 15h00 EDT | Rapport | Score par mi-temps : 41-41, 46-35                   |                                              |                                                             |  | BMO Harris Bradley Center, Milwaukee, Wisconsin |
| 22 avril 2017 15h00 EDT | Rapport | DeMar DeRozan, 33 DeMar DeRozan, 9 DeMar DeRozan, 5 | Points Rebonds Passes d.                     | Tony Snell, 19 Khris Middleton, 11 Giánnis Antetokoúnmpo, 4 |  | BMO Harris Bradley Center, Milwaukee, Wisconsin |

| 24 avril 2017 19h00 EDT | Rapport | Bucks de Milwaukee 93, Raptors de Toronto 118                         | Bucks de Milwaukee 93, Raptors de Toronto 118 | Bucks de Milwaukee 93, Raptors de Toronto 118         |  | Centre Air Canada, Toronto, Ontario |
| 24 avril 2017 19h00 EDT | Rapport | Score par quart-temps : 20-31, 28-26, 25-33, 20-28                    |                                               |                                                       |  | Centre Air Canada, Toronto, Ontario |
| 24 avril 2017 19h00 EDT | Rapport | Score par mi-temps : 48-57, 45-61                                     |                                               |                                                       |  | Centre Air Canada, Toronto, Ontario |
| 24 avril 2017 19h00 EDT | Rapport | Giánnis Antetokoúnmpo, 30 Giánnis Antetokoúnmpo, 9 Khris Middleton, 6 | Points Rebonds Passes d.                      | Norman Powell, 25 Jonas Valančiūnas, 7 Kyle Lowry, 10 |  | Centre Air Canada, Toronto, Ontario |

| 27 avril 2017 19h00 EDT | Rapport | Raptors de Toronto 92, Bucks de Milwaukee 89       | Raptors de Toronto 92, Bucks de Milwaukee 89 | Raptors de Toronto 92, Bucks de Milwaukee 89                          |  | BMO Harris Bradley Center, Milwaukee, Wisconsin |
| 27 avril 2017 19h00 EDT | Rapport | Score par quart-temps : 28-24, 23-14, 23-23, 18-28 |                                              |                                                                       |  | BMO Harris Bradley Center, Milwaukee, Wisconsin |
| 27 avril 2017 19h00 EDT | Rapport | Score par mi-temps : 51-38, 41-51                  |                                              |                                                                       |  | BMO Harris Bradley Center, Milwaukee, Wisconsin |
| 27 avril 2017 19h00 EDT | Rapport | DeMar DeRozan, 32 Serge Ibaka, 11 Kyle Lowry, 4    | Points Rebonds Passes d.                     | Giánnis Antetokoúnmpo, 34 Giánnis Antetokoúnmpo, 9 Khris Middleton, 5 |  | BMO Harris Bradley Center, Milwaukee, Wisconsin |
| 27 avril 2017 19h00 EDT | Rapport | Toronto remporte la série 4 à 2.                   |                                              |                                                                       |  | BMO Harris Bradley Center, Milwaukee, Wisconsin |

##### (4)Wizards de Washingtonvs.Hawks d'Atlanta(5)
| 16 avril 2017 13h00 EDT | Rapport | Hawks d'Atlanta 107, Wizards de Washington 114           | Hawks d'Atlanta 107, Wizards de Washington 114 | Hawks d'Atlanta 107, Wizards de Washington 114 |  | Verizon Center, Washington |
| 16 avril 2017 13h00 EDT | Rapport | Score par quart-temps : 29-25, 19-20, 28-38, 31-31       |                                                |                                                |  | Verizon Center, Washington |
| 16 avril 2017 13h00 EDT | Rapport | Score par mi-temps : 48-45, 59-69                        |                                                |                                                |  | Verizon Center, Washington |
| 16 avril 2017 13h00 EDT | Rapport | Dennis Schröder, 25 Dwight Howard, 14 Dennis Schröder, 9 | Points Rebonds Passes d.                       | John Wall, 32 Marcin Gortat, 10 John Wall, 14  |  | Verizon Center, Washington |

| 19 avril 2017 19h00 EDT | Rapport | Hawks d'Atlanta 101, Wizards de Washington 109       | Hawks d'Atlanta 101, Wizards de Washington 109 | Hawks d'Atlanta 101, Wizards de Washington 109 |  | Verizon Center, Washington |
| 19 avril 2017 19h00 EDT | Rapport | Score par quart-temps : 24-23, 19-28, 35-23, 23-35   |                                                |                                                |  | Verizon Center, Washington |
| 19 avril 2017 19h00 EDT | Rapport | Score par mi-temps : 43-51, 58-58                    |                                                |                                                |  | Verizon Center, Washington |
| 19 avril 2017 19h00 EDT | Rapport | Paul Millsap, 27 Paul Millsap, 10 Dennis Schröder, 6 | Points Rebonds Passes d.                       | John Wall, 32 Marcin Gortat, 10 John Wall, 10  |  | Verizon Center, Washington |

| 22 avril 2017 17h30 EDT | Rapport | Wizards de Washington 98, Hawks d'Atlanta 116      | Wizards de Washington 98, Hawks d'Atlanta 116 | Wizards de Washington 98, Hawks d'Atlanta 116        |  | Philips Arena, Atlanta, Géorgie |
| 22 avril 2017 17h30 EDT | Rapport | Score par quart-temps : 20-38, 26-26, 21-26, 31-26 |                                               |                                                      |  | Philips Arena, Atlanta, Géorgie |
| 22 avril 2017 17h30 EDT | Rapport | Score par mi-temps : 46-64, 52-52                  |                                               |                                                      |  | Philips Arena, Atlanta, Géorgie |
| 22 avril 2017 17h30 EDT | Rapport | John Wall, 29 Marcin Gortat, 8 John Wall, 7        | Points Rebonds Passes d.                      | Paul Millsap, 29 Paul Millsap, 14 Dennis Schröder, 9 |  | Philips Arena, Atlanta, Géorgie |

| 24 avril 2017 20h00 EDT | Rapport | Wizards de Washington 101, Hawks d'Atlanta 111     | Wizards de Washington 101, Hawks d'Atlanta 111 | Wizards de Washington 101, Hawks d'Atlanta 111          |  | Philips Arena, Atlanta, Géorgie |
| 24 avril 2017 20h00 EDT | Rapport | Score par quart-temps : 35-28, 15-31, 27-18, 24-34 |                                                |                                                         |  | Philips Arena, Atlanta, Géorgie |
| 24 avril 2017 20h00 EDT | Rapport | Score par mi-temps : 50-59, 51-52                  |                                                |                                                         |  | Philips Arena, Atlanta, Géorgie |
| 24 avril 2017 20h00 EDT | Rapport | Bradley Beal, 32 Marcin Gortat, 18 John Wall, 10   | Points Rebonds Passes d.                       | Paul Millsap, 19 Dwight Howard, 15 Millsap, Bazemore, 7 |  | Philips Arena, Atlanta, Géorgie |

| 26 avril 2017 18h00 EDT | Rapport | Hawks d'Atlanta 99, Wizards de Washington 103            | Hawks d'Atlanta 99, Wizards de Washington 103 | Hawks d'Atlanta 99, Wizards de Washington 103    |  | Verizon Center, Washington |
| 26 avril 2017 18h00 EDT | Rapport | Score par quart-temps : 25-23, 24-27, 30-33, 20-20       |                                               |                                                  |  | Verizon Center, Washington |
| 26 avril 2017 18h00 EDT | Rapport | Score par mi-temps : 49-50, 50-53                        |                                               |                                                  |  | Verizon Center, Washington |
| 26 avril 2017 18h00 EDT | Rapport | Dennis Schröder, 29 Paul Millsap, 11 Dennis Schröder, 11 | Points Rebonds Passes d.                      | Bradley Beal, 27 Marcin Gortat, 10 John Wall, 14 |  | Verizon Center, Washington |

| 28 avril 2017 19h30 EDT | Rapport | Wizards de Washington 115, Hawks d'Atlanta 99      | Wizards de Washington 115, Hawks d'Atlanta 99 | Wizards de Washington 115, Hawks d'Atlanta 99         |  | Philips Arena, Atlanta, Géorgie |
| 28 avril 2017 19h30 EDT | Rapport | Score par quart-temps : 30-23, 35-23, 24-36, 26-17 |                                               |                                                       |  | Philips Arena, Atlanta, Géorgie |
| 28 avril 2017 19h30 EDT | Rapport | Score par mi-temps : 65-46, 50-53                  |                                               |                                                       |  | Philips Arena, Atlanta, Géorgie |
| 28 avril 2017 19h30 EDT | Rapport | John Wall, 42 Porter, Morris, 8 John Wall, 8       | Points Rebonds Passes d.                      | Paul Millsap, 31 Paul Millsap, 10 Dennis Schröder, 10 |  | Philips Arena, Atlanta, Géorgie |
| 28 avril 2017 19h30 EDT | Rapport | Washington remporte la série 4 à 2.                |                                               |                                                       |  | Philips Arena, Atlanta, Géorgie |

#### Demi-finales de conférence

##### (1)Celtics de Bostonvs.Wizards de Washington(4)
| 30 avril 2017 13h00 EDT | Rapport | Wizards de Washington 111, Celtics de Boston 123   | Wizards de Washington 111, Celtics de Boston 123 | Wizards de Washington 111, Celtics de Boston 123 |  | TD Garden, Boston, Massachusetts |
| 30 avril 2017 13h00 EDT | Rapport | Score par quart-temps : 38-24, 26-35, 16-36, 31-28 |                                                  |                                                  |  | TD Garden, Boston, Massachusetts |
| 30 avril 2017 13h00 EDT | Rapport | Score par mi-temps : 64-59, 47-64                  |                                                  |                                                  |  | TD Garden, Boston, Massachusetts |
| 30 avril 2017 13h00 EDT | Rapport | Bradley Beal, 27 Marcin Gortat, 13 John Wall, 16   | Points Rebonds Passes d.                         | Isaiah Thomas, 33 Al Horford, 9 Al Horford, 10   |  | TD Garden, Boston, Massachusetts |

| 2 mai 2017 20h00 EDT | Rapport | Wizards de Washington 119, Celtics de Boston 129              | Wizards de Washington 119, Celtics de Boston 129 | Wizards de Washington 119, Celtics de Boston 129 | OT | TD Garden, Boston, Massachusetts |
| 2 mai 2017 20h00 EDT | Rapport | Score par quart-temps : 42-29, 25-35, 22-20, 25-30, OT : 5-15 |                                                  |                                                  | OT | TD Garden, Boston, Massachusetts |
| 2 mai 2017 20h00 EDT | Rapport | Score par mi-temps : 67-64, 52-65                             |                                                  |                                                  | OT | TD Garden, Boston, Massachusetts |
| 2 mai 2017 20h00 EDT | Rapport | John Wall, 40 Marcin Gortat, 10 John Wall, 13                 | Points Rebonds Passes d.                         | Isaiah Thomas, 53 Al Horford, 12 Marcus Smart, 5 | OT | TD Garden, Boston, Massachusetts |

| 4 mai 2017 20h00 EDT | Rapport | Celtics de Boston 89, Wizards de Washington 116    | Celtics de Boston 89, Wizards de Washington 116 | Celtics de Boston 89, Wizards de Washington 116 |  | Verizon Center, Washington |
| 4 mai 2017 20h00 EDT | Rapport | Score par quart-temps : 17-39, 23-24, 29-32, 20-21 |                                                 |                                                 |  | Verizon Center, Washington |
| 4 mai 2017 20h00 EDT | Rapport | Score par mi-temps : 40-63, 49-53                  |                                                 |                                                 |  | Verizon Center, Washington |
| 4 mai 2017 20h00 EDT | Rapport | Al Horford, 16 Jae Crowder, 7 Isaiah Thomas, 4     | Points Rebonds Passes d.                        | John Wall, 24 Marcin Gortat, 16 John Wall, 8    |  | Verizon Center, Washington |

| 7 mai 2017 18h30 EDT | Rapport | Celtics de Boston 102, Wizards de Washington 121     | Celtics de Boston 102, Wizards de Washington 121 | Celtics de Boston 102, Wizards de Washington 121   |  | Verizon Center, Washington |
| 7 mai 2017 18h30 EDT | Rapport | Score par quart-temps : 24-20, 24-28, 20-42, 34-31   |                                                  |                                                    |  | Verizon Center, Washington |
| 7 mai 2017 18h30 EDT | Rapport | Score par mi-temps : 48-48, 54-73                    |                                                  |                                                    |  | Verizon Center, Washington |
| 7 mai 2017 18h30 EDT | Rapport | Isaiah Thomas, 19 Rozier, Crowder, 7 Marcus Smart, 6 | Points Rebonds Passes d.                         | Bradley Beal, 29 Markieff Morris, 10 John Wall, 12 |  | Verizon Center, Washington |

| 10 mai 2017 20h00 EDT | Rapport | Wizards de Washington 101, Celtics de Boston 123   | Wizards de Washington 101, Celtics de Boston 123 | Wizards de Washington 101, Celtics de Boston 123    |  | TD Garden, Boston, Massachusetts |
| 10 mai 2017 20h00 EDT | Rapport | Score par quart-temps : 21-33, 30-34, 25-26, 25-30 |                                                  |                                                     |  | TD Garden, Boston, Massachusetts |
| 10 mai 2017 20h00 EDT | Rapport | Score par mi-temps : 51-67, 50-56                  |                                                  |                                                     |  | TD Garden, Boston, Massachusetts |
| 10 mai 2017 20h00 EDT | Rapport | John Wall, 21 Marcin Gortat, 11 Trois joueurs, 4   | Points Rebonds Passes d.                         | Avery Bradley, 29 Marcus Smart, 11 Isaiah Thomas, 9 |  | TD Garden, Boston, Massachusetts |

| 12 mai 2017 20h00 EDT | Rapport | Celtics de Boston 91, Wizards de Washington 92     | Celtics de Boston 91, Wizards de Washington 92 | Celtics de Boston 91, Wizards de Washington 92  |  | Verizon Center, Washington |
| 12 mai 2017 20h00 EDT | Rapport | Score par quart-temps : 17-22, 25-19, 27-25, 22-26 |                                                |                                                 |  | Verizon Center, Washington |
| 12 mai 2017 20h00 EDT | Rapport | Score par mi-temps : 42-41, 49-51                  |                                                |                                                 |  | Verizon Center, Washington |
| 12 mai 2017 20h00 EDT | Rapport | Bradley, Thomas, 27 Kelly Olynyk, 8 Jae Crowder, 8 | Points Rebonds Passes d.                       | Bradley Beal, 33 Marcin Gortat, 13 John Wall, 8 |  | Verizon Center, Washington |

| 15 mai 2017 20h00 EDT | Rapport | Wizards de Washington 105, Celtics de Boston 115   | Wizards de Washington 105, Celtics de Boston 115 | Wizards de Washington 105, Celtics de Boston 115      |  | TD Garden, Boston, Massachusetts |
| 15 mai 2017 20h00 EDT | Rapport | Score par quart-temps : 23-27, 32-26, 24-32, 26-30 |                                                  |                                                       |  | TD Garden, Boston, Massachusetts |
| 15 mai 2017 20h00 EDT | Rapport | Score par mi-temps : 55-53, 50-62                  |                                                  |                                                       |  | TD Garden, Boston, Massachusetts |
| 15 mai 2017 20h00 EDT | Rapport | Bradley Beal, 38 Marcin Gortat, 11 John Wall, 11   | Points Rebonds Passes d.                         | Isaiah Thomas, 29 Horford, Smart, 6 Isaiah Thomas, 12 |  | TD Garden, Boston, Massachusetts |
| 15 mai 2017 20h00 EDT | Rapport | Boston remporte la série 4 à 3.                    |                                                  |                                                       |  | TD Garden, Boston, Massachusetts |

##### (2)Cavaliers de Clevelandvs.Raptors de Toronto(3)
| 1er mai 2017 19h00 EDT | Rapport | Raptors de Toronto 105, Cavaliers de Cleveland 116 | Raptors de Toronto 105, Cavaliers de Cleveland 116 | Raptors de Toronto 105, Cavaliers de Cleveland 116     |  | Quicken Loans Arena, Cleveland, Ohio |
| 1er mai 2017 19h00 EDT | Rapport | Score par quart-temps : 18-30, 30-32, 26-34, 31-20 |                                                    |                                                        |  | Quicken Loans Arena, Cleveland, Ohio |
| 1er mai 2017 19h00 EDT | Rapport | Score par mi-temps : 48-62, 57-54                  |                                                    |                                                        |  | Quicken Loans Arena, Cleveland, Ohio |
| 1er mai 2017 19h00 EDT | Rapport | Kyle Lowry, 20 P. J. Tucker, 11 Kyle Lowry, 11     | Points Rebonds Passes d.                           | LeBron James, 35 Tristan Thompson, 14 Kyrie Irving, 10 |  | Quicken Loans Arena, Cleveland, Ohio |

| 3 mai 2017 19h00 EDT | Rapport | Raptors de Toronto 103, Cavaliers de Cleveland 125 | Raptors de Toronto 103, Cavaliers de Cleveland 125 | Raptors de Toronto 103, Cavaliers de Cleveland 125    |  | Quicken Loans Arena, Cleveland, Ohio |
| 3 mai 2017 19h00 EDT | Rapport | Score par quart-temps : 22-34, 26-28, 25-37, 30-26 |                                                    |                                                       |  | Quicken Loans Arena, Cleveland, Ohio |
| 3 mai 2017 19h00 EDT | Rapport | Score par mi-temps : 48-62, 55-63                  |                                                    |                                                       |  | Quicken Loans Arena, Cleveland, Ohio |
| 3 mai 2017 19h00 EDT | Rapport | Jonas Valančiūnas, 23 Cory Joseph, 6 Kyle Lowry, 5 | Points Rebonds Passes d.                           | LeBron James, 39 Tristan Thompson, 9 Kyrie Irving, 11 |  | Quicken Loans Arena, Cleveland, Ohio |

| 5 mai 2017 19h00 EDT | Rapport | Cavaliers de Cleveland 115, Raptors de Toronto 94  | Cavaliers de Cleveland 115, Raptors de Toronto 94 | Cavaliers de Cleveland 115, Raptors de Toronto 94     |  | Centre Air Canada, Toronto, Ontario |
| 5 mai 2017 19h00 EDT | Rapport | Score par quart-temps : 28-24, 21-28, 30-25, 36-17 |                                                   |                                                       |  | Centre Air Canada, Toronto, Ontario |
| 5 mai 2017 19h00 EDT | Rapport | Score par mi-temps : 49-52, 66-42                  |                                                   |                                                       |  | Centre Air Canada, Toronto, Ontario |
| 5 mai 2017 19h00 EDT | Rapport | LeBron James, 35 Kevin Love, 13 LeBron James, 7    | Points Rebonds Passes d.                          | DeMar DeRozan, 37 Jonas Valančiūnas, 8 Cory Joseph, 6 |  | Centre Air Canada, Toronto, Ontario |

| 7 mai 2017 15h30 EDT | Rapport | Cavaliers de Cleveland 109, Raptors de Toronto 102 | Cavaliers de Cleveland 109, Raptors de Toronto 102 | Cavaliers de Cleveland 109, Raptors de Toronto 102 |  | Centre Air Canada, Toronto, Ontario |
| 7 mai 2017 15h30 EDT | Rapport | Score par quart-temps : 28-28, 33-21, 24-31, 24-22 |                                                    |                                                    |  | Centre Air Canada, Toronto, Ontario |
| 7 mai 2017 15h30 EDT | Rapport | Score par mi-temps : 61-49, 48-53                  |                                                    |                                                    |  | Centre Air Canada, Toronto, Ontario |
| 7 mai 2017 15h30 EDT | Rapport | LeBron James, 35 LeBron James, 10 Kyrie Irving, 9  | Points Rebonds Passes d.                           | Serge Ibaka, 23 P. J. Tucker, 12 Cory Joseph, 12   |  | Centre Air Canada, Toronto, Ontario |
| 7 mai 2017 15h30 EDT | Rapport | Cleveland remporte la série 4 à 0.                 |                                                    |                                                    |  | Centre Air Canada, Toronto, Ontario |

#### Finale de conférence

##### (1)Celtics de Bostonvs.Cavaliers de Cleveland(2)
| 17 mai 2017 20h30 EDT | Rapport | Cavaliers de Cleveland 117, Celtics de Boston 104  | Cavaliers de Cleveland 117, Celtics de Boston 104 | Cavaliers de Cleveland 117, Celtics de Boston 104      |  | TD Garden, Boston, Massachusetts |
| 17 mai 2017 20h30 EDT | Rapport | Score par quart-temps : 30-19, 31-20, 31-36, 25-29 |                                                   |                                                        |  | TD Garden, Boston, Massachusetts |
| 17 mai 2017 20h30 EDT | Rapport | Score par mi-temps : 61-49, 56-65                  |                                                   |                                                        |  | TD Garden, Boston, Massachusetts |
| 17 mai 2017 20h30 EDT | Rapport | LeBron James, 38 Kevin Love, 12 LeBron James, 7    | Points Rebonds Passes d.                          | Bradley, Crowder, 21 Jaylen Brown, 9 Isaiah Thomas, 10 |  | TD Garden, Boston, Massachusetts |

| 19 mai 2017 20h30 EDT | Rapport | Cavaliers de Cleveland 130, Celtics de Boston 86   | Cavaliers de Cleveland 130, Celtics de Boston 86 | Cavaliers de Cleveland 130, Celtics de Boston 86   |  | TD Garden, Boston, Massachusetts |
| 19 mai 2017 20h30 EDT | Rapport | Score par quart-temps : 32-18, 40-13, 31-26, 27-29 |                                                  |                                                    |  | TD Garden, Boston, Massachusetts |
| 19 mai 2017 20h30 EDT | Rapport | Score par mi-temps : 72-31, 58-55                  |                                                  |                                                    |  | TD Garden, Boston, Massachusetts |
| 19 mai 2017 20h30 EDT | Rapport | LeBron James, 30 Kevin Love, 12 LeBron James, 7    | Points Rebonds Passes d.                         | Jaylen Brown, 19 Horford, Smart, 5 Marcus Smart, 7 |  | TD Garden, Boston, Massachusetts |

| 21 mai 2017 20h00 EDT | Rapport | Celtics de Boston 111, Cavaliers de Cleveland 108  | Celtics de Boston 111, Cavaliers de Cleveland 108 | Celtics de Boston 111, Cavaliers de Cleveland 108     |  | Quicken Loans Arena, Cleveland, Ohio |
| 21 mai 2017 20h00 EDT | Rapport | Score par quart-temps : 24-35, 26-31, 32-21, 29-21 |                                                   |                                                       |  | Quicken Loans Arena, Cleveland, Ohio |
| 21 mai 2017 20h00 EDT | Rapport | Score par mi-temps : 50-66, 61-42                  |                                                   |                                                       |  | Quicken Loans Arena, Cleveland, Ohio |
| 21 mai 2017 20h00 EDT | Rapport | Marcus Smart, 27 Jae Crowder, 11 Marcus Smart, 7   | Points Rebonds Passes d.                          | Kyrie Irving, 29 Tristan Thompson, 13 Kyrie Irving, 7 |  | Quicken Loans Arena, Cleveland, Ohio |

| 23 mai 2017 20h30 EDT | Rapport | Celtics de Boston 99, Cavaliers de Cleveland 112   | Celtics de Boston 99, Cavaliers de Cleveland 112 | Celtics de Boston 99, Cavaliers de Cleveland 112 |  | Quicken Loans Arena, Cleveland, Ohio |
| 23 mai 2017 20h30 EDT | Rapport | Score par quart-temps : 29-19, 28-28, 23-40, 19-25 |                                                  |                                                  |  | Quicken Loans Arena, Cleveland, Ohio |
| 23 mai 2017 20h30 EDT | Rapport | Score par mi-temps : 57-47, 42-65                  |                                                  |                                                  |  | Quicken Loans Arena, Cleveland, Ohio |
| 23 mai 2017 20h30 EDT | Rapport | Avery Bradley, 19 Jae Crowder, 8 Al Horford, 7     | Points Rebonds Passes d.                         | Kyrie Irving, 42 Kevin Love, 17 LeBron James, 6  |  | Quicken Loans Arena, Cleveland, Ohio |

| 25 mai 2017 20h30 EDT | Rapport | Cavaliers de Cleveland 135, Celtics de Boston 102  | Cavaliers de Cleveland 135, Celtics de Boston 102 | Cavaliers de Cleveland 135, Celtics de Boston 102 |  | TD Garden, Boston, Massachusetts |
| 25 mai 2017 20h30 EDT | Rapport | Score par quart-temps : 43-27, 32-30, 34-17, 26-28 |                                                   |                                                   |  | TD Garden, Boston, Massachusetts |
| 25 mai 2017 20h30 EDT | Rapport | Score par mi-temps : 75-57, 60-45                  |                                                   |                                                   |  | TD Garden, Boston, Massachusetts |
| 25 mai 2017 20h30 EDT | Rapport | LeBron James, 35 Kevin Love, 11 LeBron James, 8    | Points Rebonds Passes d.                          | Avery Bradley, 23 Jae Crowder, 8 Terry Rozier, 7  |  | TD Garden, Boston, Massachusetts |
| 25 mai 2017 20h30 EDT | Rapport | Cleveland remporte la série 4 à 1.                 |                                                   |                                                   |  | TD Garden, Boston, Massachusetts |

### Conférence Ouest
Salles
Salles des huit participants.

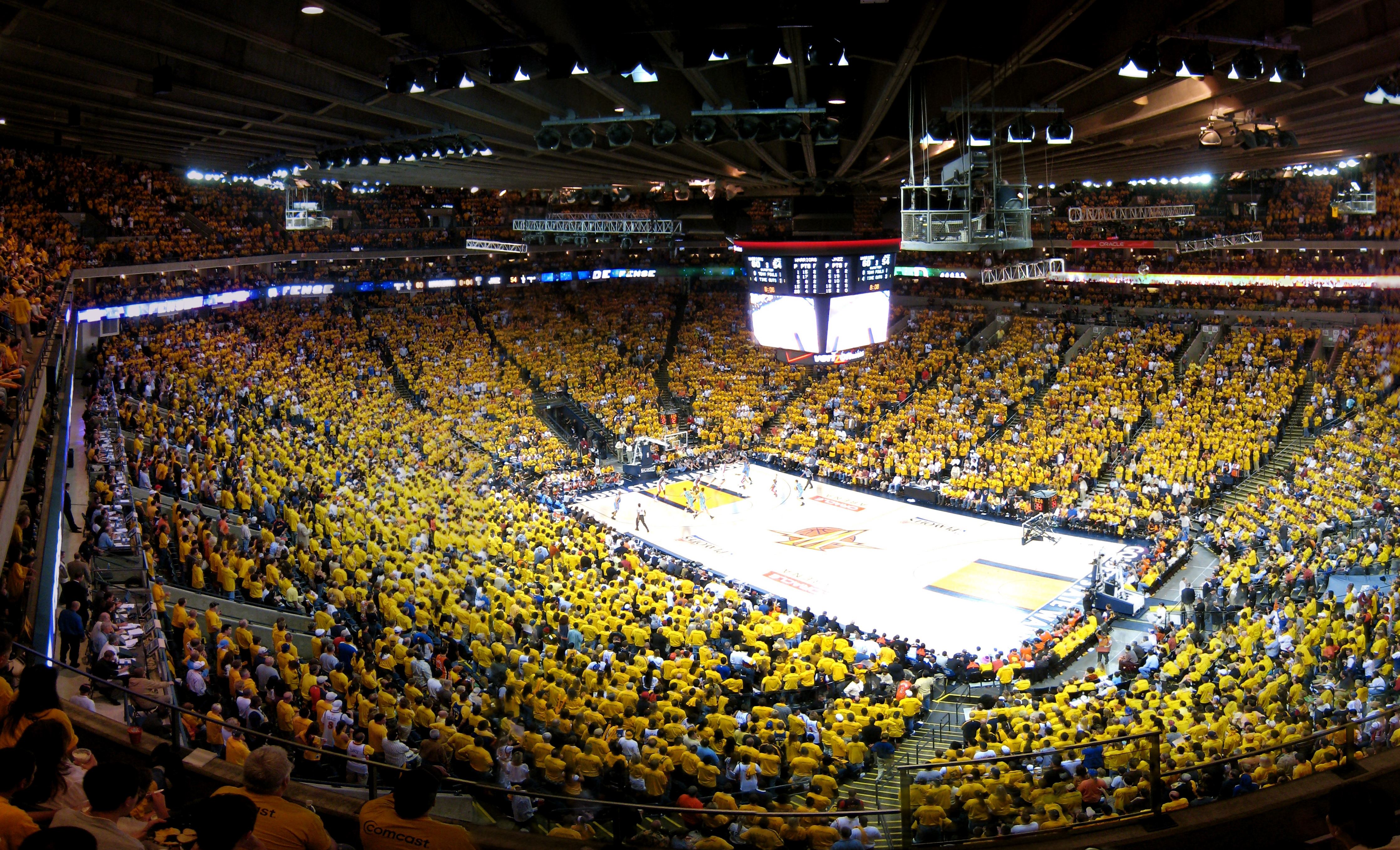
Oracle Arena, Oakland
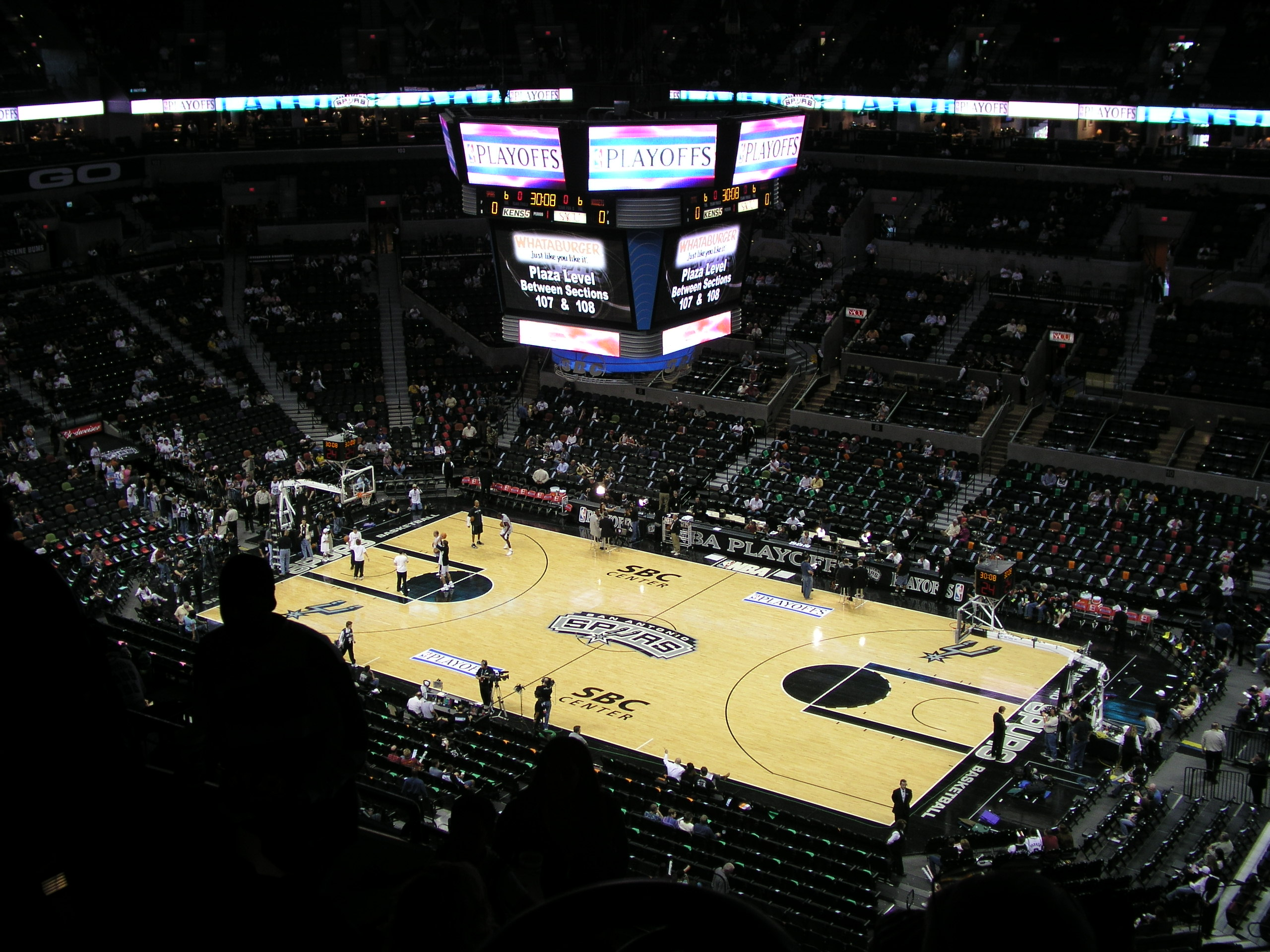
AT&T Center, San Antonio
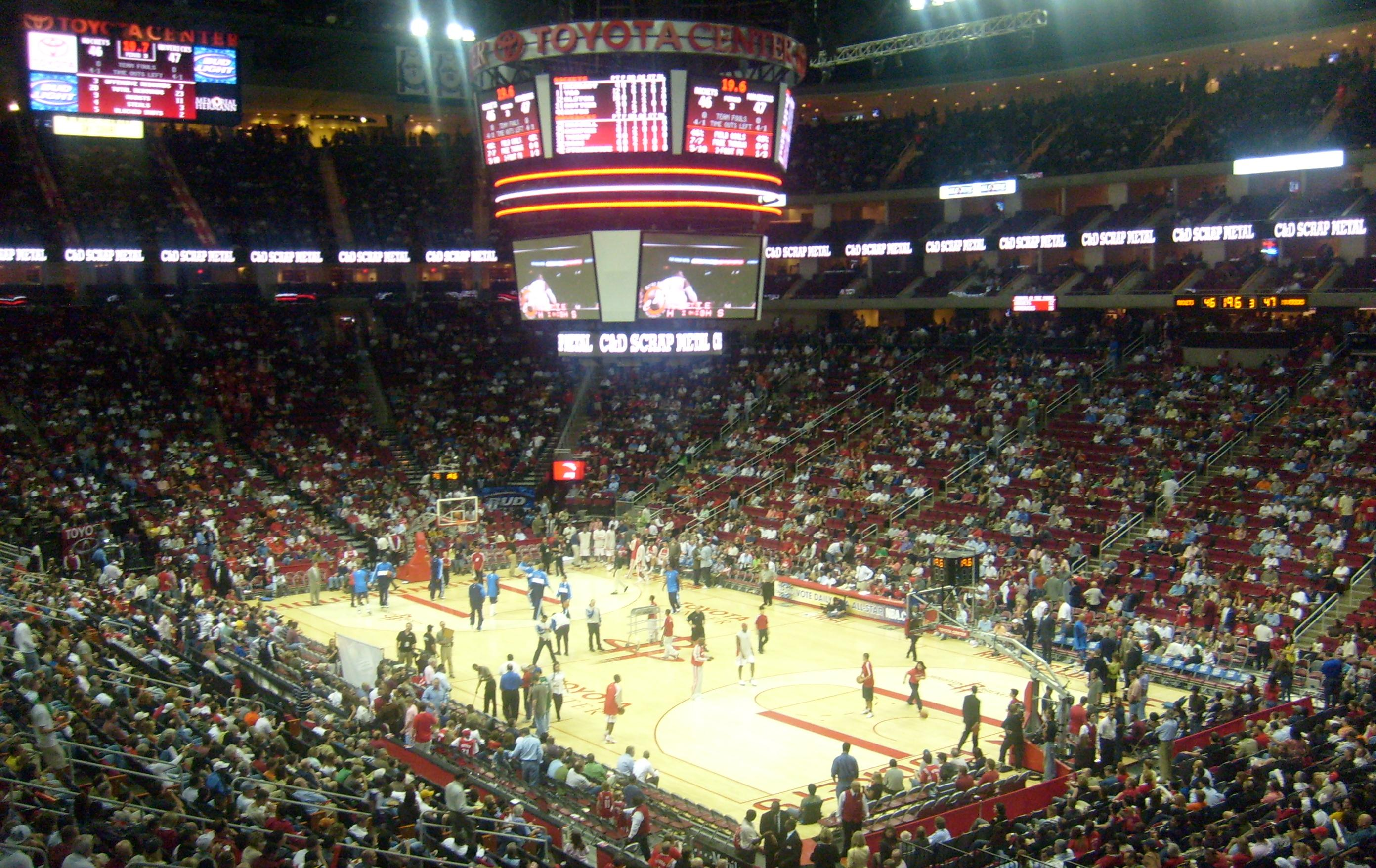
Toyota Center, Houston
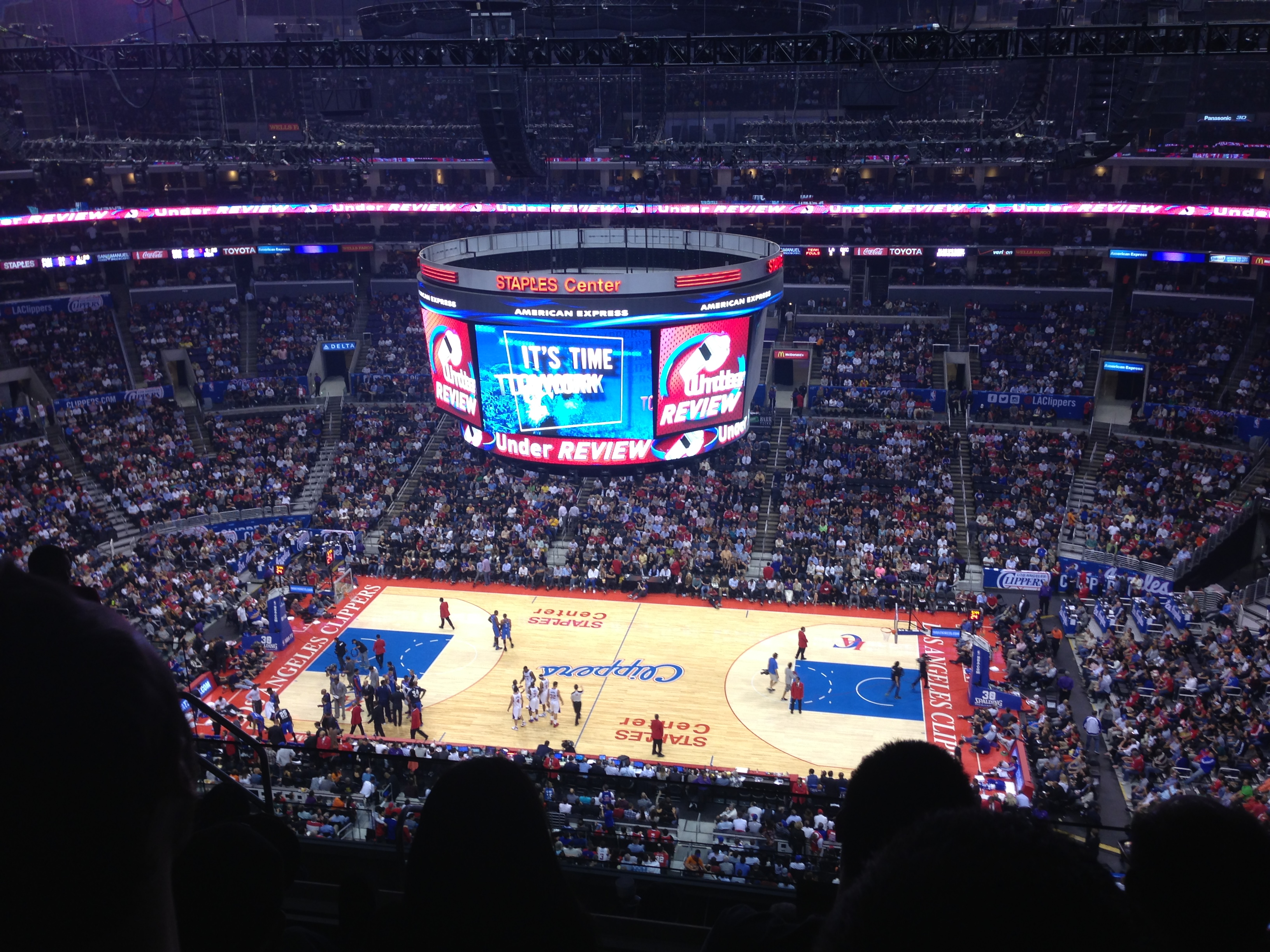
Staples Center, Los Angeles
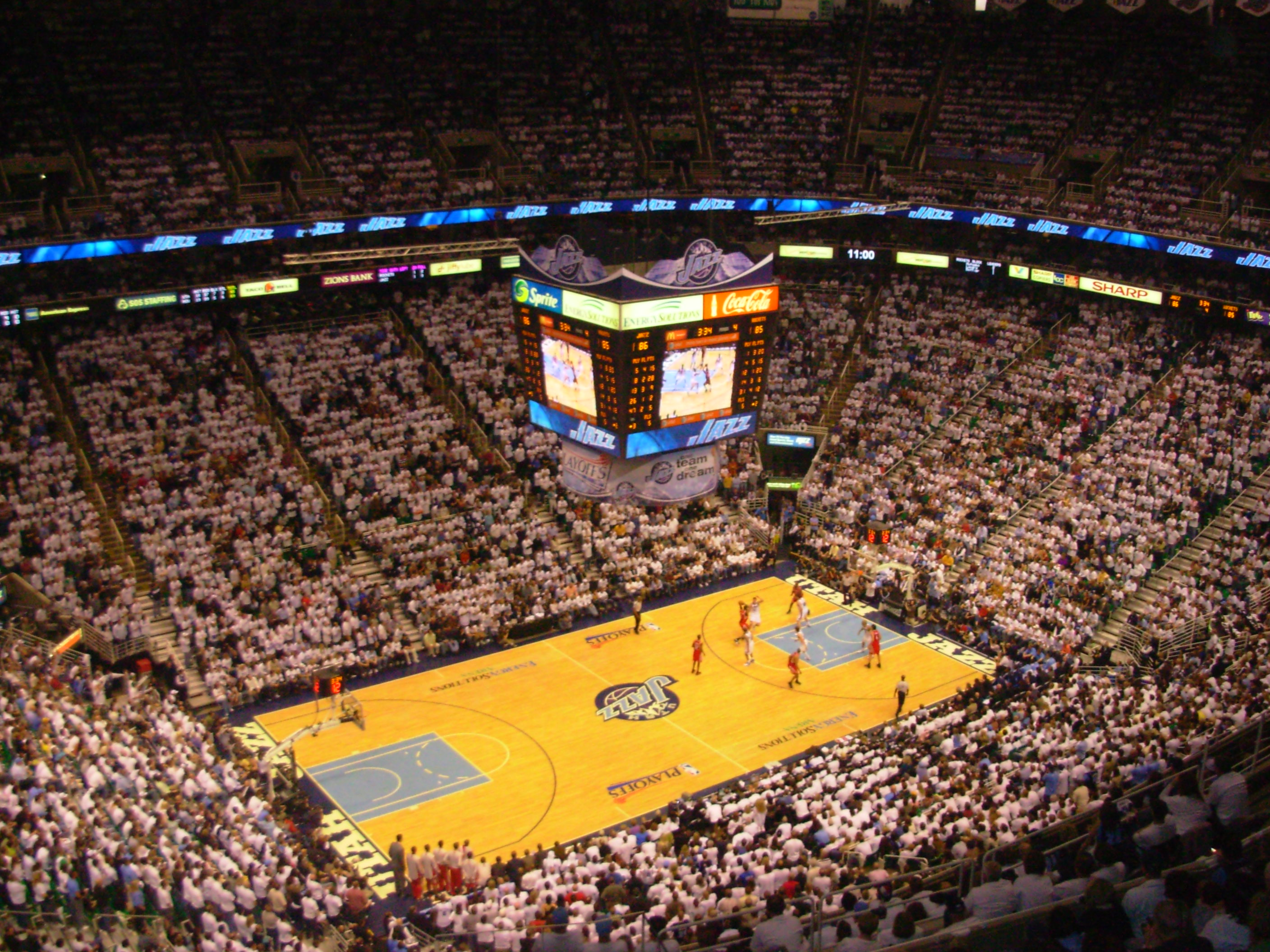
Vivint Smart Home Arena, Salt Lake City
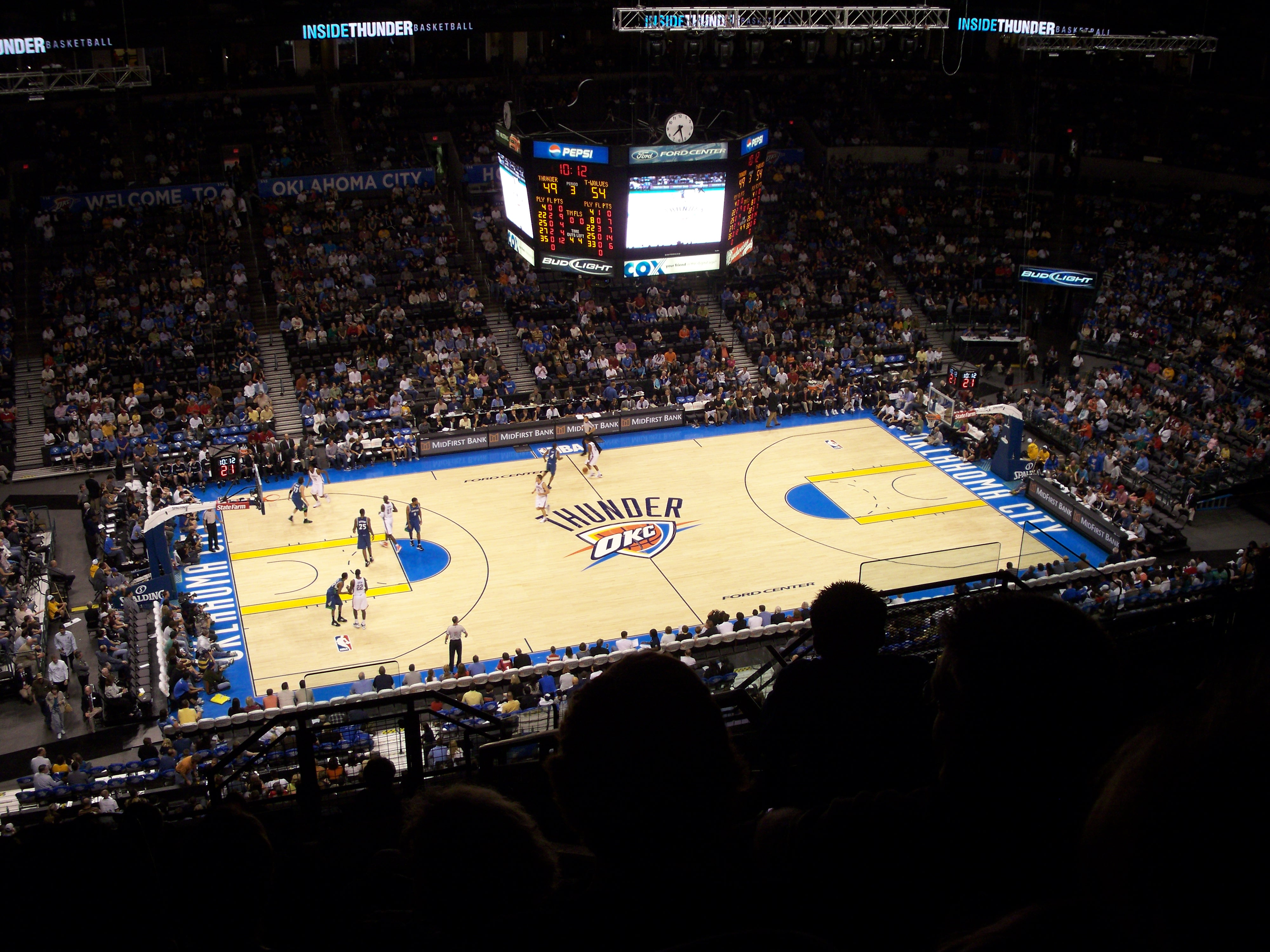
Chesapeake Energy Arena, Oklahoma City
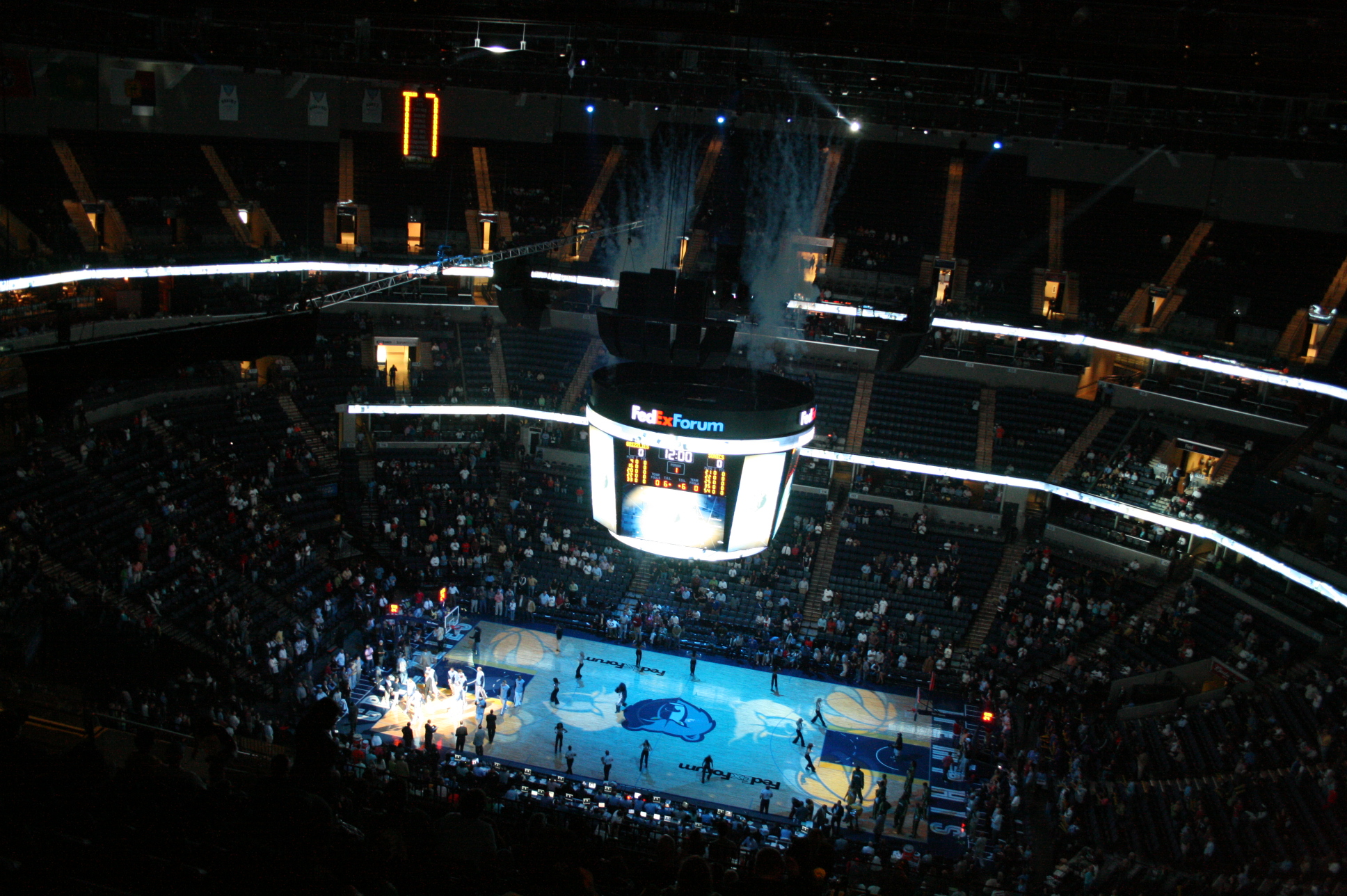
FedExForum, Memphis
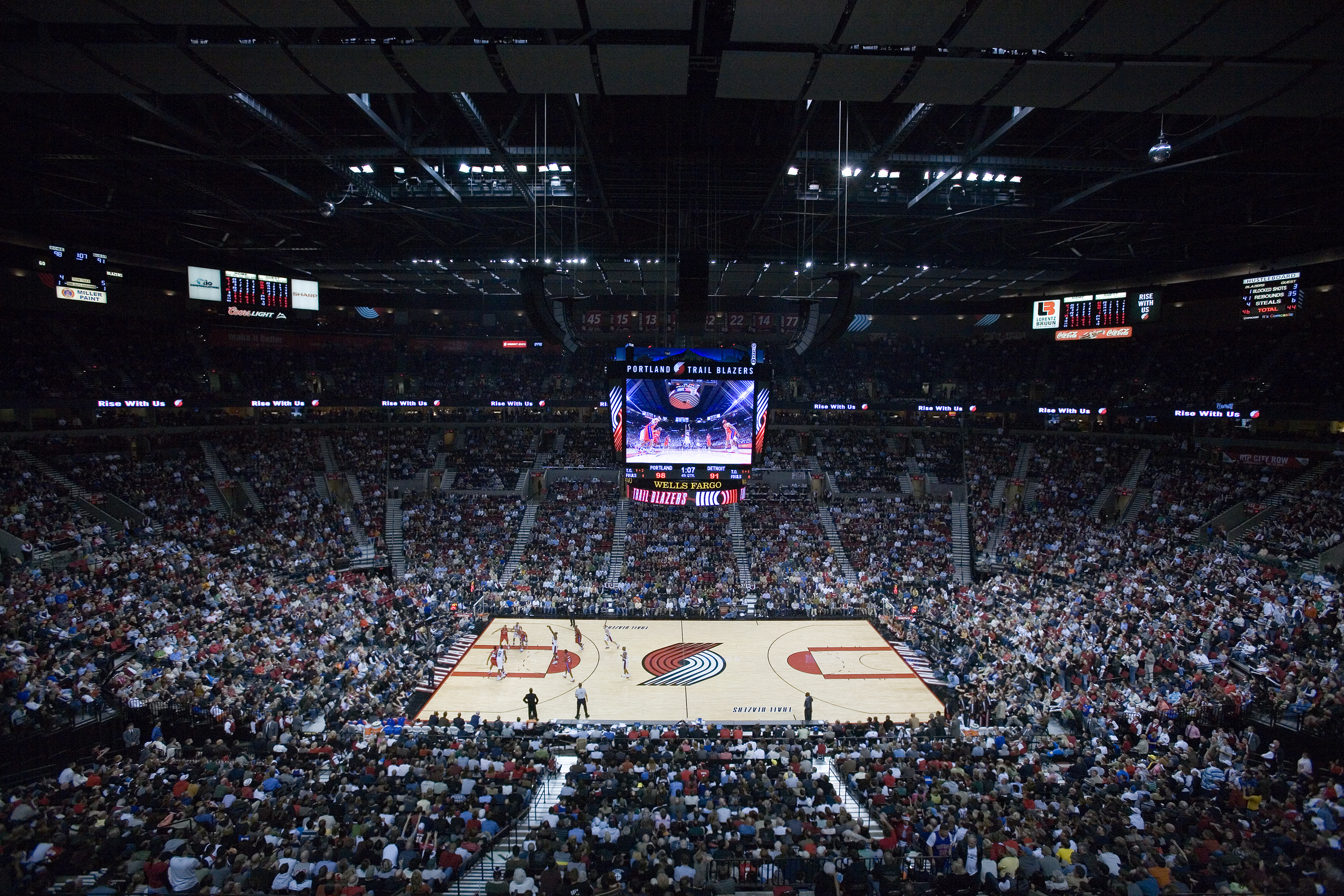
Moda Center, Portland

#### Premier tour

##### (1)Warriors de Golden Statevs.Trail Blazers de Portland(8)
| 16 avril 2017 15h30 EDT | Rapport | Trail Blazers de Portland 109, Warriors de Golden State 121 | Trail Blazers de Portland 109, Warriors de Golden State 121 | Trail Blazers de Portland 109, Warriors de Golden State 121 |  | Oracle Arena, Oakland, Californie |
| 16 avril 2017 15h30 EDT | Rapport | Score par quart-temps : 27-31, 29-25, 32-32, 21-33          |                                                             |                                                             |  | Oracle Arena, Oakland, Californie |
| 16 avril 2017 15h30 EDT | Rapport | Score par mi-temps : 56-56, 53-65                           |                                                             |                                                             |  | Oracle Arena, Oakland, Californie |
| 16 avril 2017 15h30 EDT | Rapport | C.J. McCollum, 41 Evan Turner, 10 Turner, Vonleh, 4         | Points Rebonds Passes d.                                    | Kevin Durant, 32 Draymond Green, 12 Draymond Green, 9       |  | Oracle Arena, Oakland, Californie |

| 19 avril 2017 22h30 EDT | Rapport | Trail Blazers de Portland 81, Warriors de Golden State 110 | Trail Blazers de Portland 81, Warriors de Golden State 110 | Trail Blazers de Portland 81, Warriors de Golden State 110 |  | Oracle Arena, Oakland, Californie |
| 19 avril 2017 22h30 EDT | Rapport | Score par quart-temps : 17-33, 29-22, 12-28, 23-27         |                                                            |                                                            |  | Oracle Arena, Oakland, Californie |
| 19 avril 2017 22h30 EDT | Rapport | Score par mi-temps : 46-55, 35-55                          |                                                            |                                                            |  | Oracle Arena, Oakland, Californie |
| 19 avril 2017 22h30 EDT | Rapport | Maurice Harkless, 15 Maurice Harkless, 8 Evan Turner, 7    | Points Rebonds Passes d.                                   | Stephen Curry, 19 Draymond Green, 12 Draymond Green, 10    |  | Oracle Arena, Oakland, Californie |

| 22 avril 2017 22h30 EDT | Rapport | Warriors de Golden State 119, Trail Blazers de Portland 113 | Warriors de Golden State 119, Trail Blazers de Portland 113 | Warriors de Golden State 119, Trail Blazers de Portland 113 |  | Moda Center, Portland, Oregon |
| 22 avril 2017 22h30 EDT | Rapport | Score par quart-temps : 30-37, 24-30, 33-21, 32-25          |                                                             |                                                             |  | Moda Center, Portland, Oregon |
| 22 avril 2017 22h30 EDT | Rapport | Score par mi-temps : 54-67, 65-46                           |                                                             |                                                             |  | Moda Center, Portland, Oregon |
| 22 avril 2017 22h30 EDT | Rapport | Stephen Curry, 34 Draymond Green, 8 Stephen Curry, 8        | Points Rebonds Passes d.                                    | C.J. McCollum, 32 Jusuf Nurkić, 11 Nurkić, Lillard, 4       |  | Moda Center, Portland, Oregon |

| 24 avril 2017 22h30 EDT | Rapport | Warriors de Golden State 128, Trail Blazers de Portland 103 | Warriors de Golden State 128, Trail Blazers de Portland 103 | Warriors de Golden State 128, Trail Blazers de Portland 103 |  | Moda Center, Portland, Oregon |
| 24 avril 2017 22h30 EDT | Rapport | Score par quart-temps : 45-22, 27-26, 34-32, 22-23          |                                                             |                                                             |  | Moda Center, Portland, Oregon |
| 24 avril 2017 22h30 EDT | Rapport | Score par mi-temps : 72-46, 56-55                           |                                                             |                                                             |  | Moda Center, Portland, Oregon |
| 24 avril 2017 22h30 EDT | Rapport | Stephen Curry, 37 Curry, Pachulia, 7 Stephen Curry, 8       | Points Rebonds Passes d.                                    | Damian Lillard, 34 Noah Vonleh, 14 Damian Lillard, 6        |  | Moda Center, Portland, Oregon |
| 24 avril 2017 22h30 EDT | Rapport | Golden State remporte la série 4 à 0.                       |                                                             |                                                             |  | Moda Center, Portland, Oregon |

Matchs de saison régulière
Golden State gagne la série 4 à 0.
| 2 novembre 2016 | Rapport | Warriors de Golden State 127, Trail Blazers de Portland 104 | Warriors de Golden State 127, Trail Blazers de Portland 104 | Warriors de Golden State 127, Trail Blazers de Portland 104 |  | Moda Center, Portland, Oregon |

| 18 décembre 2016 | Rapport | Trail Blazers de Portland 90, Warriors de Golden State 135 | Trail Blazers de Portland 90, Warriors de Golden State 135 | Trail Blazers de Portland 90, Warriors de Golden State 135 |  | Oracle Arena, Oakland, Californie |

| 5 janvier 2017 | Rapport | Trail Blazers de Portland 117, Warriors de Golden State 125 | Trail Blazers de Portland 117, Warriors de Golden State 125 | Trail Blazers de Portland 117, Warriors de Golden State 125 |  | Oracle Arena, Oakland, Californie |

| 30 janvier 2017 | Rapport | Warriors de Golden State 113, Trail Blazers de Portland 111 | Warriors de Golden State 113, Trail Blazers de Portland 111 | Warriors de Golden State 113, Trail Blazers de Portland 111 |  | Moda Center, Portland, Oregon |

Dernière rencontre en playoffsDemi-finale de conférence Ouest 2016 (Golden State gagne 4-1).

##### (2)Spurs de San Antoniovs.Grizzlies de Memphis(7)
| 15 avril 2017 20h00 EDT | Rapport | Grizzlies de Memphis 82, Spurs de San Antonio 111        | Grizzlies de Memphis 82, Spurs de San Antonio 111 | Grizzlies de Memphis 82, Spurs de San Antonio 111    |  | AT&T Center, San Antonio, Texas |
| 15 avril 2017 20h00 EDT | Rapport | Score par quart-temps : 30-25, 19-27, 15-32, 18-27       |                                                   |                                                      |  | AT&T Center, San Antonio, Texas |
| 15 avril 2017 20h00 EDT | Rapport | Score par mi-temps : 49-52, 33-59                        |                                                   |                                                      |  | AT&T Center, San Antonio, Texas |
| 15 avril 2017 20h00 EDT | Rapport | Marc Gasol, 32 Gasol, Conley, Jr., 5 Mike Conley, Jr., 7 | Points Rebonds Passes d.                          | Kawhi Leonard, 32 Dewayne Dedmon, 8 Kawhi Leonard, 5 |  | AT&T Center, San Antonio, Texas |

| 17 avril 2017 21h30 EDT | Rapport | Grizzlies de Memphis 82, Spurs de San Antonio 96           | Grizzlies de Memphis 82, Spurs de San Antonio 96 | Grizzlies de Memphis 82, Spurs de San Antonio 96       |  | AT&T Center, San Antonio, Texas |
| 17 avril 2017 21h30 EDT | Rapport | Score par quart-temps : 16-29, 21-27, 28-19, 17-21         |                                                  |                                                        |  | AT&T Center, San Antonio, Texas |
| 17 avril 2017 21h30 EDT | Rapport | Score par mi-temps : 37-56, 45-40                          |                                                  |                                                        |  | AT&T Center, San Antonio, Texas |
| 17 avril 2017 21h30 EDT | Rapport | Mike Conley, Jr., 24 Zach Randolph, 10 Mike Conley, Jr., 8 | Points Rebonds Passes d.                         | Kawhi Leonard, 37 Kawhi Leonard, 11 Mills, Ginóbili, 3 |  | AT&T Center, San Antonio, Texas |

| 20 avril 2017 21h30 EDT | Rapport | Spurs de San Antonio 94, Grizzlies de Memphis 105        | Spurs de San Antonio 94, Grizzlies de Memphis 105 | Spurs de San Antonio 94, Grizzlies de Memphis 105         |  | FedExForum, Memphis, Tennessee |
| 20 avril 2017 21h30 EDT | Rapport | Score par quart-temps : 21-21, 25-29, 17-31, 31-24       |                                                   |                                                           |  | FedExForum, Memphis, Tennessee |
| 20 avril 2017 21h30 EDT | Rapport | Score par mi-temps : 46-50, 48-55                        |                                                   |                                                           |  | FedExForum, Memphis, Tennessee |
| 20 avril 2017 21h30 EDT | Rapport | Kawhi Leonard, 18 LaMarcus Aldridge, 11 Trois joueurs, 3 | Points Rebonds Passes d.                          | Mike Conley, Jr., 24 Zach Randolph, 8 Mike Conley, Jr., 8 |  | FedExForum, Memphis, Tennessee |

| 22 avril 2017 20h00 EDT | Rapport | Spurs de San Antonio 108, Grizzlies de Memphis 110             | Spurs de San Antonio 108, Grizzlies de Memphis 110 | Spurs de San Antonio 108, Grizzlies de Memphis 110      | OT | FedExForum, Memphis, Tennessee |
| 22 avril 2017 20h00 EDT | Rapport | Score par quart-temps : 26-23, 25-32, 20-19, 25-22, OT : 12-14 |                                                    |                                                         | OT | FedExForum, Memphis, Tennessee |
| 22 avril 2017 20h00 EDT | Rapport | Score par mi-temps : 51-55, 57-55                              |                                                    |                                                         | OT | FedExForum, Memphis, Tennessee |
| 22 avril 2017 20h00 EDT | Rapport | Kawhi Leonard, 43 Pau Gasol, 11 Tony Parker, 5                 | Points Rebonds Passes d.                           | Mike Conley, Jr., 35 Marc Gasol, 12 Mike Conley, Jr., 8 | OT | FedExForum, Memphis, Tennessee |

| 25 avril 2017 21h00 EDT | Rapport | Grizzlies de Memphis 103, Spurs de San Antonio 116  | Grizzlies de Memphis 103, Spurs de San Antonio 116 | Grizzlies de Memphis 103, Spurs de San Antonio 116        |  | AT&T Center, San Antonio, Texas |
| 25 avril 2017 21h00 EDT | Rapport | Score par quart-temps : 23-23, 26-32, 27-32, 27-29  |                                                    |                                                           |  | AT&T Center, San Antonio, Texas |
| 25 avril 2017 21h00 EDT | Rapport | Score par mi-temps : 49-55, 54-61                   |                                                    |                                                           |  | AT&T Center, San Antonio, Texas |
| 25 avril 2017 21h00 EDT | Rapport | Mike Conley, Jr., 26 Zach Randolph, 6 Marc Gasol, 7 | Points Rebonds Passes d.                           | Kawhi Leonard, 28 LaMarcus Aldridge, 9 Leonard, Parker, 6 |  | AT&T Center, San Antonio, Texas |

| 27 avril 2017 21h30 EDT | Rapport | Spurs de San Antonio 103, Grizzlies de Memphis 96          | Spurs de San Antonio 103, Grizzlies de Memphis 96 | Spurs de San Antonio 103, Grizzlies de Memphis 96    |  | FedExForum, Memphis, Tennessee |
| 27 avril 2017 21h30 EDT | Rapport | Score par quart-temps : 24-22, 21-28, 30-24, 28-22         |                                                   |                                                      |  | FedExForum, Memphis, Tennessee |
| 27 avril 2017 21h30 EDT | Rapport | Score par mi-temps : 45-50, 58-46                          |                                                   |                                                      |  | FedExForum, Memphis, Tennessee |
| 27 avril 2017 21h30 EDT | Rapport | Kawhi Leonard, 29 LaMarcus Aldridge, 12 Leonard, Parker, 4 | Points Rebonds Passes d.                          | Mike Conley, Jr., 26 Zach Randolph, 11 Marc Gasol, 6 |  | FedExForum, Memphis, Tennessee |
| 27 avril 2017 21h30 EDT | Rapport | San Antonio remporte la série 4 à 2.                       |                                                   |                                                      |  | FedExForum, Memphis, Tennessee |

Matchs de saison régulière
Égalité dans la série 2 à 2.
| 7 février 2017 | Rapport | Spurs de San Antonio 74, Grizzlies de Memphis 89 | Spurs de San Antonio 74, Grizzlies de Memphis 89 | Spurs de San Antonio 74, Grizzlies de Memphis 89 |  | FedExForum, Memphis, Tennessee |

| 19 mars 2017 | Rapport | Spurs de San Antonio 96, Grizzlies de Memphis 104 | Spurs de San Antonio 96, Grizzlies de Memphis 104 | Spurs de San Antonio 96, Grizzlies de Memphis 104 |  | FedExForum, Memphis, Tennessee |

| 24 mars 2017 | Rapport | Grizzlies de Memphis 90, Spurs de San Antonio 97 | Grizzlies de Memphis 90, Spurs de San Antonio 97 | Grizzlies de Memphis 90, Spurs de San Antonio 97 |  | AT&T Center, San Antonio, Texas |

| 5 avril 2017 | Rapport | Grizzlies de Memphis 89, Spurs de San Antonio 95 (OT) | Grizzlies de Memphis 89, Spurs de San Antonio 95 (OT) | Grizzlies de Memphis 89, Spurs de San Antonio 95 (OT) |  | AT&T Center, San Antonio, Texas |

Dernière rencontre en playoffsPremier tour de conférence Ouest 2016 (San Antonio gagne 4-0).

##### (3)Rockets de Houstonvs.Thunder d'Oklahoma City(6)
| 16 avril 2017 21h00 EDT | Rapport | Thunder d'Oklahoma City 87, Rockets de Houston 118               | Thunder d'Oklahoma City 87, Rockets de Houston 118 | Thunder d'Oklahoma City 87, Rockets de Houston 118 |  | Toyota Center, Houston, Texas |
| 16 avril 2017 21h00 EDT | Rapport | Score par quart-temps : 29-27, 25-32, 20-30, 13-29               |                                                    |                                                    |  | Toyota Center, Houston, Texas |
| 16 avril 2017 21h00 EDT | Rapport | Score par mi-temps : 54-59, 33-59                                |                                                    |                                                    |  | Toyota Center, Houston, Texas |
| 16 avril 2017 21h00 EDT | Rapport | Russell Westbrook, 22 Russell Westbrook, 11 Russell Westbrook, 7 | Points Rebonds Passes d.                           | James Harden, 37 Ryan Anderson, 12 James Harden, 9 |  | Toyota Center, Houston, Texas |

| 19 avril 2017 20h00 EDT | Rapport | Thunder d'Oklahoma City 111, Rockets de Houston 115               | Thunder d'Oklahoma City 111, Rockets de Houston 115 | Thunder d'Oklahoma City 111, Rockets de Houston 115 |  | Toyota Center, Houston, Texas |
| 19 avril 2017 20h00 EDT | Rapport | Score par quart-temps : 35-26, 33-36, 21-24, 22-29                |                                                     |                                                     |  | Toyota Center, Houston, Texas |
| 19 avril 2017 20h00 EDT | Rapport | Score par mi-temps : 68-62, 43-53                                 |                                                     |                                                     |  | Toyota Center, Houston, Texas |
| 19 avril 2017 20h00 EDT | Rapport | Russell Westbrook, 51 Russell Westbrook, 10 Russell Westbrook, 13 | Points Rebonds Passes d.                            | James Harden, 35 Clint Capela, 10 James Harden, 8   |  | Toyota Center, Houston, Texas |

| 21 avril 2017 21h30 EDT | Rapport | Rockets de Houston 113, Thunder d'Oklahoma City 115 | Rockets de Houston 113, Thunder d'Oklahoma City 115 | Rockets de Houston 113, Thunder d'Oklahoma City 115               |  | Chesapeake Energy Arena, Oklahoma City, Oklahoma |
| 21 avril 2017 21h30 EDT | Rapport | Score par quart-temps : 25-34, 33-31, 25-28, 30-22  |                                                     |                                                                   |  | Chesapeake Energy Arena, Oklahoma City, Oklahoma |
| 21 avril 2017 21h30 EDT | Rapport | Score par mi-temps : 58-65, 55-50                   |                                                     |                                                                   |  | Chesapeake Energy Arena, Oklahoma City, Oklahoma |
| 21 avril 2017 21h30 EDT | Rapport | James Harden, 44 Trevor Ariza, 8 James Harden, 6    | Points Rebonds Passes d.                            | Russell Westbrook, 32 Russell Westbrook, 13 Russell Westbrook, 11 |  | Chesapeake Energy Arena, Oklahoma City, Oklahoma |

| 23 avril 2017 15h30 EDT | Rapport | Rockets de Houston 113, Thunder d'Oklahoma City 109 | Rockets de Houston 113, Thunder d'Oklahoma City 109 | Rockets de Houston 113, Thunder d'Oklahoma City 109               |  | Chesapeake Energy Arena, Oklahoma City, Oklahoma |
| 23 avril 2017 15h30 EDT | Rapport | Score par quart-temps : 22-26, 32-32, 19-19, 40-32  |                                                     |                                                                   |  | Chesapeake Energy Arena, Oklahoma City, Oklahoma |
| 23 avril 2017 15h30 EDT | Rapport | Score par mi-temps : 54-58, 59-51                   |                                                     |                                                                   |  | Chesapeake Energy Arena, Oklahoma City, Oklahoma |
| 23 avril 2017 15h30 EDT | Rapport | Nenê, 28 Nenê, 10 James Harden, 8                   | Points Rebonds Passes d.                            | Russell Westbrook, 35 Russell Westbrook, 14 Russell Westbrook, 14 |  | Chesapeake Energy Arena, Oklahoma City, Oklahoma |

| 25 avril 2017 20h00 EDT | Rapport | Thunder d'Oklahoma City 99, Rockets de Houston 105               | Thunder d'Oklahoma City 99, Rockets de Houston 105 | Thunder d'Oklahoma City 99, Rockets de Houston 105 |  | Toyota Center, Houston, Texas |
| 25 avril 2017 20h00 EDT | Rapport | Score par quart-temps : 22-16, 22-35, 33-21, 22-33               |                                                    |                                                    |  | Toyota Center, Houston, Texas |
| 25 avril 2017 20h00 EDT | Rapport | Score par mi-temps : 44-51, 55-54                                |                                                    |                                                    |  | Toyota Center, Houston, Texas |
| 25 avril 2017 20h00 EDT | Rapport | Russell Westbrook, 47 Russell Westbrook, 11 Russell Westbrook, 9 | Points Rebonds Passes d.                           | James Harden, 34 Clint Capela, 9 James Harden, 4   |  | Toyota Center, Houston, Texas |
| 25 avril 2017 20h00 EDT | Rapport | Houston remporte la série 4 à 1.                                 |                                                    |                                                    |  | Toyota Center, Houston, Texas |

Matchs de saison régulière
Houston gagne la série 3 à 1.
| 17 novembre 2016 | Rapport | Rockets de Houston 103, Thunder d'Oklahoma City 105 | Rockets de Houston 103, Thunder d'Oklahoma City 105 | Rockets de Houston 103, Thunder d'Oklahoma City 105 |  | Chesapeake Energy Arena, Oklahoma City, Oklahoma |

| 10 décembre 2016 | Rapport | Rockets de Houston 102, Thunder d'Oklahoma City 99 | Rockets de Houston 102, Thunder d'Oklahoma City 99 | Rockets de Houston 102, Thunder d'Oklahoma City 99 |  | Chesapeake Energy Arena, Oklahoma City, Oklahoma |

| 6 janvier 2017 | Rapport | Thunder d'Oklahoma City 116, Rockets de Houston 118 | Thunder d'Oklahoma City 116, Rockets de Houston 118 | Thunder d'Oklahoma City 116, Rockets de Houston 118 |  | Toyota Center, Houston, Texas |

| 26 mars 2017 | Rapport | Thunder d'Oklahoma City 125, Rockets de Houston 137 | Thunder d'Oklahoma City 125, Rockets de Houston 137 | Thunder d'Oklahoma City 125, Rockets de Houston 137 |  | Toyota Center, Houston, Texas |

Dernière rencontre en playoffsPremier tour de conférence Ouest 2013 (Oklahoma City gagne 4-2).

##### (4)Clippers de Los Angelesvs.Jazz de l'Utah(5)
| 15 avril 2017 22h30 EDT | Rapport | Jazz de l'Utah 97, Clippers de Los Angeles 95      | Jazz de l'Utah 97, Clippers de Los Angeles 95 | Jazz de l'Utah 97, Clippers de Los Angeles 95       |  | Staples Center, Los Angeles, Californie |
| 15 avril 2017 22h30 EDT | Rapport | Score par quart-temps : 22-24, 30-28, 22-18, 23-25 |                                               |                                                     |  | Staples Center, Los Angeles, Californie |
| 15 avril 2017 22h30 EDT | Rapport | Score par mi-temps : 52-52, 45-43                  |                                               |                                                     |  | Staples Center, Los Angeles, Californie |
| 15 avril 2017 22h30 EDT | Rapport | Joe Johnson, 21 Gordon Hayward, 10 Boris Diaw, 6   | Points Rebonds Passes d.                      | Blake Griffin, 26 DeAndre Jordan, 15 Chris Paul, 11 |  | Staples Center, Los Angeles, Californie |

| 18 avril 2017 22h30 EDT | Rapport | Jazz de l'Utah 91, Clippers de Los Angeles 99      | Jazz de l'Utah 91, Clippers de Los Angeles 99 | Jazz de l'Utah 91, Clippers de Los Angeles 99       |  | Staples Center, Los Angeles, Californie |
| 18 avril 2017 22h30 EDT | Rapport | Score par quart-temps : 18-29, 24-22, 28-28, 21-20 |                                               |                                                     |  | Staples Center, Los Angeles, Californie |
| 18 avril 2017 22h30 EDT | Rapport | Score par mi-temps : 42-51, 49-48                  |                                               |                                                     |  | Staples Center, Los Angeles, Californie |
| 18 avril 2017 22h30 EDT | Rapport | Gordon Hayward, 20 Hill, Favors,7 George Hill, 4   | Points Rebonds Passes d.                      | Blake Griffin, 24 DeAndre Jordan, 15 Chris Paul, 10 |  | Staples Center, Los Angeles, Californie |

| 21 avril 2017 22h00 EDT | Rapport | Clippers de Los Angeles 111, Jazz de l'Utah 106    | Clippers de Los Angeles 111, Jazz de l'Utah 106 | Clippers de Los Angeles 111, Jazz de l'Utah 106    |  | Vivint Smart Home Arena, Salt Lake City, Utah |
| 21 avril 2017 22h00 EDT | Rapport | Score par quart-temps : 21-34, 28-24, 33-26, 29-22 |                                                 |                                                    |  | Vivint Smart Home Arena, Salt Lake City, Utah |
| 21 avril 2017 22h00 EDT | Rapport | Score par mi-temps : 49-58, 62-48                  |                                                 |                                                    |  | Vivint Smart Home Arena, Salt Lake City, Utah |
| 21 avril 2017 22h00 EDT | Rapport | Chris Paul, 34 DeAndre Jordan, 13 Chris Paul, 10   | Points Rebonds Passes d.                        | Gordon Hayward, 40 Gordon Hayward, 8 Joe Ingles, 5 |  | Vivint Smart Home Arena, Salt Lake City, Utah |

| 23 avril 2017 21h00 EDT | Rapport | Clippers de Los Angeles 98, Jazz de l'Utah 105     | Clippers de Los Angeles 98, Jazz de l'Utah 105 | Clippers de Los Angeles 98, Jazz de l'Utah 105 |  | Vivint Smart Home Arena, Salt Lake City, Utah |
| 23 avril 2017 21h00 EDT | Rapport | Score par quart-temps : 26-24, 26-31, 28-22, 18-28 |                                                |                                                |  | Vivint Smart Home Arena, Salt Lake City, Utah |
| 23 avril 2017 21h00 EDT | Rapport | Score par mi-temps : 52-55, 46-50                  |                                                |                                                |  | Vivint Smart Home Arena, Salt Lake City, Utah |
| 23 avril 2017 21h00 EDT | Rapport | Chris Paul, 27 DeAndre Jordan, 10 Chris Paul, 12   | Points Rebonds Passes d.                       | Joe Johnson, 28 Rudy Gobert, 13 Joe Ingles, 11 |  | Vivint Smart Home Arena, Salt Lake City, Utah |

| 25 avril 2017 22h30 EDT | Rapport | Jazz de l'Utah 96, Clippers de Los Angeles 92      | Jazz de l'Utah 96, Clippers de Los Angeles 92 | Jazz de l'Utah 96, Clippers de Los Angeles 92   |  | Staples Center, Los Angeles, Californie |
| 25 avril 2017 22h30 EDT | Rapport | Score par quart-temps : 19-21, 27-22, 18-15, 32-34 |                                               |                                                 |  | Staples Center, Los Angeles, Californie |
| 25 avril 2017 22h30 EDT | Rapport | Score par mi-temps : 46-43, 50-49                  |                                               |                                                 |  | Staples Center, Los Angeles, Californie |
| 25 avril 2017 22h30 EDT | Rapport | Gordon Hayward, 27 Rudy Gobert, 11 George Hill, 7  | Points Rebonds Passes d.                      | Chris Paul, 28 DeAndre Jordan, 12 Chris Paul, 9 |  | Staples Center, Los Angeles, Californie |

| 28 avril 2017 22h30 EDT | Rapport | Clippers de Los Angeles 98, Jazz de l'Utah 93      | Clippers de Los Angeles 98, Jazz de l'Utah 93 | Clippers de Los Angeles 98, Jazz de l'Utah 93       |  | Vivint Smart Home Arena, Salt Lake City, Utah |
| 28 avril 2017 22h30 EDT | Rapport | Score par quart-temps : 20-22, 27-23, 31-25, 20-23 |                                               |                                                     |  | Vivint Smart Home Arena, Salt Lake City, Utah |
| 28 avril 2017 22h30 EDT | Rapport | Score par mi-temps : 47-45, 51-48                  |                                               |                                                     |  | Vivint Smart Home Arena, Salt Lake City, Utah |
| 28 avril 2017 22h30 EDT | Rapport | Chris Paul, 29 DeAndre Jordan, 18 Chris Paul, 8    | Points Rebonds Passes d.                      | Gordon Hayward, 31 Rudy Gobert, 9 Gordon Hayward, 4 |  | Vivint Smart Home Arena, Salt Lake City, Utah |

| 30 avril 2017 15h30 EDT | Rapport | Jazz de l'Utah 104, Clippers de Los Angeles 91         | Jazz de l'Utah 104, Clippers de Los Angeles 91 | Jazz de l'Utah 104, Clippers de Los Angeles 91      |  | Staples Center, Los Angeles, Californie |
| 30 avril 2017 15h30 EDT | Rapport | Score par quart-temps : 24-24, 22-15, 33-24, 25-28     |                                                |                                                     |  | Staples Center, Los Angeles, Californie |
| 30 avril 2017 15h30 EDT | Rapport | Score par mi-temps : 46-39, 58-52                      |                                                |                                                     |  | Staples Center, Los Angeles, Californie |
| 30 avril 2017 15h30 EDT | Rapport | Gordon Hayward, 26 Derrick Favors, 11 Hill, Johnson, 5 | Points Rebonds Passes d.                       | DeAndre Jordan, 24 DeAndre Jordan, 17 Chris Paul, 9 |  | Staples Center, Los Angeles, Californie |
| 30 avril 2017 15h30 EDT | Rapport | Utah remporte la série 4 à 3.                          |                                                |                                                     |  | Staples Center, Los Angeles, Californie |

#### Demi-finales de conférence

##### (1)Warriors de Golden Statevs.Jazz de l'Utah(5)
| 2 mai 2017 22h30 EDT | Rapport | Jazz de l'Utah 94, Warriors de Golden State 106    | Jazz de l'Utah 94, Warriors de Golden State 106 | Jazz de l'Utah 94, Warriors de Golden State 106   |  | Oracle Arena, Oakland, Californie |
| 2 mai 2017 22h30 EDT | Rapport | Score par quart-temps : 21-27, 25-31, 27-26, 21-22 |                                                 |                                                   |  | Oracle Arena, Oakland, Californie |
| 2 mai 2017 22h30 EDT | Rapport | Score par mi-temps : 46-58, 48-48                  |                                                 |                                                   |  | Oracle Arena, Oakland, Californie |
| 2 mai 2017 22h30 EDT | Rapport | Rudy Gobert, 13 Rudy Gobert, 8 Trois joueurs, 4    | Points Rebonds Passes d.                        | Stephen Curry, 22 Draymond Green, 8 David West, 7 |  | Oracle Arena, Oakland, Californie |

| 4 mai 2017 22h30 EDT | Rapport | Jazz de l'Utah 104, Warriors de Golden State 115    | Jazz de l'Utah 104, Warriors de Golden State 115 | Jazz de l'Utah 104, Warriors de Golden State 115  |  | Oracle Arena, Oakland, Californie |
| 4 mai 2017 22h30 EDT | Rapport | Score par quart-temps : 15-33, 32-27, 35-32, 22-23  |                                                  |                                                   |  | Oracle Arena, Oakland, Californie |
| 4 mai 2017 22h30 EDT | Rapport | Score par mi-temps : 47-60, 57-55                   |                                                  |                                                   |  | Oracle Arena, Oakland, Californie |
| 4 mai 2017 22h30 EDT | Rapport | Gordon Hayward, 33 Rudy Gobert, 16 Hayward, Mack, 4 | Points Rebonds Passes d.                         | Kevin Durant, 25 Kevin Durant, 11 Kevin Durant, 7 |  | Oracle Arena, Oakland, Californie |

| 6 mai 2017 20h30 EDT | Rapport | Warriors de Golden State 102, Jazz de l'Utah 91     | Warriors de Golden State 102, Jazz de l'Utah 91 | Warriors de Golden State 102, Jazz de l'Utah 91      |  | Vivint Smart Home Arena, Salt Lake City, Utah |
| 6 mai 2017 20h30 EDT | Rapport | Score par quart-temps : 27-17, 22-33, 23-20, 30-21  |                                                 |                                                      |  | Vivint Smart Home Arena, Salt Lake City, Utah |
| 6 mai 2017 20h30 EDT | Rapport | Score par mi-temps : 49-50, 53-41                   |                                                 |                                                      |  | Vivint Smart Home Arena, Salt Lake City, Utah |
| 6 mai 2017 20h30 EDT | Rapport | Kevin Durant, 38 Kevin Durant, 13 Draymond Green, 5 | Points Rebonds Passes d.                        | Gordon Hayward, 29 Rudy Gobert, 15 Gordon Hayward, 6 |  | Vivint Smart Home Arena, Salt Lake City, Utah |

| 8 mai 2017 21h00 EDT | Rapport | Warriors de Golden State 121, Jazz de l'Utah 95         | Warriors de Golden State 121, Jazz de l'Utah 95 | Warriors de Golden State 121, Jazz de l'Utah 95       |  | Vivint Smart Home Arena, Salt Lake City, Utah |
| 8 mai 2017 21h00 EDT | Rapport | Score par quart-temps : 39-17, 21-35, 33-27, 28-16      |                                                 |                                                       |  | Vivint Smart Home Arena, Salt Lake City, Utah |
| 8 mai 2017 21h00 EDT | Rapport | Score par mi-temps : 60-52, 61-43                       |                                                 |                                                       |  | Vivint Smart Home Arena, Salt Lake City, Utah |
| 8 mai 2017 21h00 EDT | Rapport | Stephen Curry, 30 Draymond Green, 10 Draymond Green, 11 | Points Rebonds Passes d.                        | Gordon Hayward, 25 Rudy Gobert, 13 Hayward, Ingles, 3 |  | Vivint Smart Home Arena, Salt Lake City, Utah |
| 8 mai 2017 21h00 EDT | Rapport | Golden State remporte la série 4 à 0.                   |                                                 |                                                       |  | Vivint Smart Home Arena, Salt Lake City, Utah |

##### (2)Spurs de San Antoniovs.Rockets de Houston(3)
| 1er mai 2017 21h30 EDT | Rapport | Rockets de Houston 126, Spurs de San Antonio 99    | Rockets de Houston 126, Spurs de San Antonio 99 | Rockets de Houston 126, Spurs de San Antonio 99      |  | AT&T Center, San Antonio, Texas |
| 1er mai 2017 21h30 EDT | Rapport | Score par quart-temps : 34-23, 35-16, 27-28, 30-32 |                                                 |                                                      |  | AT&T Center, San Antonio, Texas |
| 1er mai 2017 21h30 EDT | Rapport | Score par mi-temps : 69-39, 57-60                  |                                                 |                                                      |  | AT&T Center, San Antonio, Texas |
| 1er mai 2017 21h30 EDT | Rapport | Trevor Ariza, 23 Clint Capela, 13 James Harden, 14 | Points Rebonds Passes d.                        | Kawhi Leonard, 21 Kawhi Leonard, 11 Kawhi Leonard, 6 |  | AT&T Center, San Antonio, Texas |

| 3 mai 2017 21h30 EDT | Rapport | Rockets de Houston 96, Spurs de San Antonio 121     | Rockets de Houston 96, Spurs de San Antonio 121 | Rockets de Houston 96, Spurs de San Antonio 121  |  | AT&T Center, San Antonio, Texas |
| 3 mai 2017 21h30 EDT | Rapport | Score par quart-temps : 30-33, 25-32, 28-23, 13-33  |                                                 |                                                  |  | AT&T Center, San Antonio, Texas |
| 3 mai 2017 21h30 EDT | Rapport | Score par mi-temps : 55-65, 41-56                   |                                                 |                                                  |  | AT&T Center, San Antonio, Texas |
| 3 mai 2017 21h30 EDT | Rapport | Ryan Anderson, 18 Ryan Anderson, 8 James Harden, 10 | Points Rebonds Passes d.                        | Kawhi Leonard, 34 Pau Gasol, 13 Kawhi Leonard, 8 |  | AT&T Center, San Antonio, Texas |

| 5 mai 2017 21h30 EDT | Rapport | Spurs de San Antonio 103, Rockets de Houston 92          | Spurs de San Antonio 103, Rockets de Houston 92 | Spurs de San Antonio 103, Rockets de Houston 92    |  | Toyota Center, Houston, Texas |
| 5 mai 2017 21h30 EDT | Rapport | Score par quart-temps : 19-21, 24-18, 29-27, 31-26       |                                                 |                                                    |  | Toyota Center, Houston, Texas |
| 5 mai 2017 21h30 EDT | Rapport | Score par mi-temps : 43-39, 60-53                        |                                                 |                                                    |  | Toyota Center, Houston, Texas |
| 5 mai 2017 21h30 EDT | Rapport | Leonard, Aldridge, 26 Kawhi Leonard, 10 Kawhi Leonard, 7 | Points Rebonds Passes d.                        | James Harden, 43 Clint Capela, 16 Harden, Ariza, 5 |  | Toyota Center, Houston, Texas |

| 7 mai 2017 21h00 EDT | Rapport | Spurs de San Antonio 104, Rockets de Houston 125   | Spurs de San Antonio 104, Rockets de Houston 125 | Spurs de San Antonio 104, Rockets de Houston 125  |  | Toyota Center, Houston, Texas |
| 7 mai 2017 21h00 EDT | Rapport | Score par quart-temps : 22-34, 31-23, 23-34, 28-34 |                                                  |                                                   |  | Toyota Center, Houston, Texas |
| 7 mai 2017 21h00 EDT | Rapport | Score par mi-temps : 53-57, 51-68                  |                                                  |                                                   |  | Toyota Center, Houston, Texas |
| 7 mai 2017 21h00 EDT | Rapport | Jonathon Simmons, 17 Pau Gasol, 7 Patty Mills, 5   | Points Rebonds Passes d.                         | James Harden, 28 Clint Capela, 9 James Harden, 12 |  | Toyota Center, Houston, Texas |

| 9 mai 2017 20h00 EDT | Rapport | Rockets de Houston 107, Spurs de San Antonio 110             | Rockets de Houston 107, Spurs de San Antonio 110 | Rockets de Houston 107, Spurs de San Antonio 110     | OT | AT&T Center, San Antonio, Texas |
| 9 mai 2017 20h00 EDT | Rapport | Score par quart-temps : 29-32, 31-26, 25-28, 16-15, OT : 6-9 |                                                  |                                                      | OT | AT&T Center, San Antonio, Texas |
| 9 mai 2017 20h00 EDT | Rapport | Score par mi-temps : 60-58, 47-52                            |                                                  |                                                      | OT | AT&T Center, San Antonio, Texas |
| 9 mai 2017 20h00 EDT | Rapport | James Harden, 33 Clint Capela, 11 James Harden, 10           | Points Rebonds Passes d.                         | Kawhi Leonard, 22 Kawhi Leonard, 15 Manu Ginóbili, 5 | OT | AT&T Center, San Antonio, Texas |

| 11 mai 2017 20h00 EDT | Rapport | Spurs de San Antonio 114, Rockets de Houston 75            | Spurs de San Antonio 114, Rockets de Houston 75 | Spurs de San Antonio 114, Rockets de Houston 75   |  | Toyota Center, Houston, Texas |
| 11 mai 2017 20h00 EDT | Rapport | Score par quart-temps : 31-24, 30-18, 26-22, 27-11         |                                                 |                                                   |  | Toyota Center, Houston, Texas |
| 11 mai 2017 20h00 EDT | Rapport | Score par mi-temps : 61-42, 53-33                          |                                                 |                                                   |  | Toyota Center, Houston, Texas |
| 11 mai 2017 20h00 EDT | Rapport | LaMarcus Aldridge, 34 LaMarcus Aldridge, 12 Patty Mills, 7 | Points Rebonds Passes d.                        | Trevor Ariza, 20 Clint Capela, 12 James Harden, 7 |  | Toyota Center, Houston, Texas |
| 11 mai 2017 20h00 EDT | Rapport | San Antonio remporte la série 4 à 2.                       |                                                 |                                                   |  | Toyota Center, Houston, Texas |

#### Finale de conférence

##### (1)Warriors de Golden Statevs.Spurs de San Antonio(2)
| 14 mai 2017 15h30 EDT | Rapport | Spurs de San Antonio 111, Warriors de Golden State 113      | Spurs de San Antonio 111, Warriors de Golden State 113 | Spurs de San Antonio 111, Warriors de Golden State 113 |  | Oracle Arena, Oakland, Californie |
| 14 mai 2017 15h30 EDT | Rapport | Score par quart-temps : 30-16, 32-26, 28-39, 21-32          |                                                        |                                                        |  | Oracle Arena, Oakland, Californie |
| 14 mai 2017 15h30 EDT | Rapport | Score par mi-temps : 62-42, 49-71                           |                                                        |                                                        |  | Oracle Arena, Oakland, Californie |
| 14 mai 2017 15h30 EDT | Rapport | LaMarcus Aldridge, 28 Leonard, Aldridge, 8 Trois joueurs, 3 | Points Rebonds Passes d.                               | Stephen Curry, 40 Zaza Pachulia, 9 Draymond Green, 7   |  | Oracle Arena, Oakland, Californie |

| 16 mai 2017 21h00 EDT | Rapport | Spurs de San Antonio 100, Warriors de Golden State 136    | Spurs de San Antonio 100, Warriors de Golden State 136 | Spurs de San Antonio 100, Warriors de Golden State 136 |  | Oracle Arena, Oakland, Californie |
| 16 mai 2017 21h00 EDT | Rapport | Score par quart-temps : 16-33, 28-39, 31-34, 25-30        |                                                        |                                                        |  | Oracle Arena, Oakland, Californie |
| 16 mai 2017 21h00 EDT | Rapport | Score par mi-temps : 44-72, 56-64                         |                                                        |                                                        |  | Oracle Arena, Oakland, Californie |
| 16 mai 2017 21h00 EDT | Rapport | Jonathon Simmons, 22 Dewayne Dedmon, 9 Dejounte Murray, 6 | Points Rebonds Passes d.                               | Stephen Curry, 29 Draymond Green, 9 Stephen Curry, 7   |  | Oracle Arena, Oakland, Californie |

| 20 mai 2017 21h00 EDT | Rapport | Warriors de Golden State 120, Spurs de San Antonio 108 | Warriors de Golden State 120, Spurs de San Antonio 108 | Warriors de Golden State 120, Spurs de San Antonio 108 |  | AT&T Center, San Antonio, Texas |
| 20 mai 2017 21h00 EDT | Rapport | Score par quart-temps : 29-33, 35-22, 36-33, 20-20     |                                                        |                                                        |  | AT&T Center, San Antonio, Texas |
| 20 mai 2017 21h00 EDT | Rapport | Score par mi-temps : 64-55, 56-53                      |                                                        |                                                        |  | AT&T Center, San Antonio, Texas |
| 20 mai 2017 21h00 EDT | Rapport | Kevin Durant, 33 Kevin Durant, 10 Draymond Green, 7    | Points Rebonds Passes d.                               | Manu Ginóbili, 21 Pau Gasol, 10 Patty Mills, 6         |  | AT&T Center, San Antonio, Texas |

| 22 mai 2017 21h00 EDT | Rapport | Warriors de Golden State 129, Spurs de San Antonio 115 | Warriors de Golden State 129, Spurs de San Antonio 115 | Warriors de Golden State 129, Spurs de San Antonio 115 |  | AT&T Center, San Antonio, Texas |
| 22 mai 2017 21h00 EDT | Rapport | Score par quart-temps : 31-19, 34-32, 31-27, 33-37     |                                                        |                                                        |  | AT&T Center, San Antonio, Texas |
| 22 mai 2017 21h00 EDT | Rapport | Score par mi-temps : 65-51, 64-64                      |                                                        |                                                        |  | AT&T Center, San Antonio, Texas |
| 22 mai 2017 21h00 EDT | Rapport | Stephen Curry, 36 Kevin Durant, 12 Draymond Green, 8   | Points Rebonds Passes d.                               | Kyle Anderson, 20 Pau Gasol, 9 Ginóbili, Murray, 7     |  | AT&T Center, San Antonio, Texas |
| 22 mai 2017 21h00 EDT | Rapport | Golden State remporte la série 4 à 0.                  |                                                        |                                                        |  | AT&T Center, San Antonio, Texas |

## Finales NBA: (E2) Cavaliers de Cleveland vs (O1) Golden State Warriors
| 1er juin 2017 21h00 EDT | Rapport | Cavaliers de Cleveland 91, Warriors de Golden State 113 | Cavaliers de Cleveland 91, Warriors de Golden State 113 | Cavaliers de Cleveland 91, Warriors de Golden State 113 |  | Oracle Arena, Oakland, Californie Affluence : 19 596 Arbitres : Dan Crawford, Derrick Stafford, Zach Zarba | ABC, beIN Sports |
| 1er juin 2017 21h00 EDT | Rapport | Score par quart-temps : 30-35, 22-25, 20-33, 19-20      |                                                         |                                                         |  | Oracle Arena, Oakland, Californie Affluence : 19 596 Arbitres : Dan Crawford, Derrick Stafford, Zach Zarba | ABC, beIN Sports |
| 1er juin 2017 21h00 EDT | Rapport | Score par mi-temps : 52-60, 39-53                       |                                                         |                                                         |  | Oracle Arena, Oakland, Californie Affluence : 19 596 Arbitres : Dan Crawford, Derrick Stafford, Zach Zarba | ABC, beIN Sports |
| 1er juin 2017 21h00 EDT | Rapport | LeBron James, 28 Kevin Love, 21 LeBron James, 8         | Points Rebonds Passes d.                                | Kevin Durant, 38 Draymond Green, 11 Stephen Curry, 10   |  | Oracle Arena, Oakland, Californie Affluence : 19 596 Arbitres : Dan Crawford, Derrick Stafford, Zach Zarba | ABC, beIN Sports |

| 4 juin 2017 20h00 EDT | Rapport | Cavaliers de Cleveland 113, Warriors de Golden State 132 | Cavaliers de Cleveland 113, Warriors de Golden State 132 | Cavaliers de Cleveland 113, Warriors de Golden State 132 |  | Oracle Arena, Oakland, Californie Affluence : 19 596 Arbitres : Scott Foster, Tony Brothers, James Capers | ABC, beIN Sports |
| 4 juin 2017 20h00 EDT | Rapport | Score par quart-temps : 34-40, 30-27, 24-35, 25-30       |                                                          |                                                          |  | Oracle Arena, Oakland, Californie Affluence : 19 596 Arbitres : Scott Foster, Tony Brothers, James Capers | ABC, beIN Sports |
| 4 juin 2017 20h00 EDT | Rapport | Score par mi-temps : 64-67, 49-65                        |                                                          |                                                          |  | Oracle Arena, Oakland, Californie Affluence : 19 596 Arbitres : Scott Foster, Tony Brothers, James Capers | ABC, beIN Sports |
| 4 juin 2017 20h00 EDT | Rapport | LeBron James, 29 LeBron James, 11 LeBron James, 14       | Points Rebonds Passes d.                                 | Kevin Durant, 33 Kevin Durant, 13 Stephen Curry, 11      |  | Oracle Arena, Oakland, Californie Affluence : 19 596 Arbitres : Scott Foster, Tony Brothers, James Capers | ABC, beIN Sports |

| 7 juin 2017 21h00 EDT | Rapport | Warriors de Golden State 118, Cavaliers de Cleveland 113 | Warriors de Golden State 118, Cavaliers de Cleveland 113 | Warriors de Golden State 118, Cavaliers de Cleveland 113 |  | Quicken Loans Arena, Cleveland, Ohio Affluence : 20 562 Arbitres : Monty McCutchen, Ed Malloy, Ken Mauer | ABC, beIN Sports |
| 7 juin 2017 21h00 EDT | Rapport | Score par quart-temps : 39-32, 28-29, 22-33, 29-19       |                                                          |                                                          |  | Quicken Loans Arena, Cleveland, Ohio Affluence : 20 562 Arbitres : Monty McCutchen, Ed Malloy, Ken Mauer | ABC, beIN Sports |
| 7 juin 2017 21h00 EDT | Rapport | Score par mi-temps : 67-61, 51-52                        |                                                          |                                                          |  | Quicken Loans Arena, Cleveland, Ohio Affluence : 20 562 Arbitres : Monty McCutchen, Ed Malloy, Ken Mauer | ABC, beIN Sports |
| 7 juin 2017 21h00 EDT | Rapport | Kevin Durant, 31 Stephen Curry, 13 Draymond Green, 7     | Points Rebonds Passes d.                                 | LeBron James, 39 Kevin Love, 13 LeBron James, 9          |  | Quicken Loans Arena, Cleveland, Ohio Affluence : 20 562 Arbitres : Monty McCutchen, Ed Malloy, Ken Mauer | ABC, beIN Sports |

| 9 juin 2017 21h00 EDT | Rapport | Warriors de Golden State 116, Cavaliers de Cleveland 137 | Warriors de Golden State 116, Cavaliers de Cleveland 137 | Warriors de Golden State 116, Cavaliers de Cleveland 137 |  | Quicken Loans Arena, Cleveland, Ohio Affluence : 20 562 Arbitres : Mike Callahan, Marc Davis, John Goble | ABC, beIN Sports |
| 9 juin 2017 21h00 EDT | Rapport | Score par quart-temps : 33-49, 35-37, 28-29, 20-22       |                                                          |                                                          |  | Quicken Loans Arena, Cleveland, Ohio Affluence : 20 562 Arbitres : Mike Callahan, Marc Davis, John Goble | ABC, beIN Sports |
| 9 juin 2017 21h00 EDT | Rapport | Score par mi-temps : 68-86, 48-51                        |                                                          |                                                          |  | Quicken Loans Arena, Cleveland, Ohio Affluence : 20 562 Arbitres : Mike Callahan, Marc Davis, John Goble | ABC, beIN Sports |
| 9 juin 2017 21h00 EDT | Rapport | Kevin Durant, 35 Draymond Green, 14 Stephen Curry, 10    | Points Rebonds Passes d.                                 | Kyrie Irving, 40 James, Thompson, 10 LeBron James, 11    |  | Quicken Loans Arena, Cleveland, Ohio Affluence : 20 562 Arbitres : Mike Callahan, Marc Davis, John Goble | ABC, beIN Sports |

| 12 juin 2017 21h00 EDT | Rapport | Cavaliers de Cleveland 120, Warriors de Golden State 129                                               | Cavaliers de Cleveland 120, Warriors de Golden State 129 | Cavaliers de Cleveland 120, Warriors de Golden State 129 |  | Oracle Arena, Oakland, Californie Affluence : 19 596 Arbitres : Dan Crawford, Ed Malloy, Derrick Stafford | ABC, beIN Sports |
| 12 juin 2017 21h00 EDT | Rapport | Score par quart-temps : 37-33, 23-38, 33-27, 27-31                                                     |                                                          |                                                          |  | Oracle Arena, Oakland, Californie Affluence : 19 596 Arbitres : Dan Crawford, Ed Malloy, Derrick Stafford | ABC, beIN Sports |
| 12 juin 2017 21h00 EDT | Rapport | Score par mi-temps : 60-71, 60-58                                                                      |                                                          |                                                          |  | Oracle Arena, Oakland, Californie Affluence : 19 596 Arbitres : Dan Crawford, Ed Malloy, Derrick Stafford | ABC, beIN Sports |
| 12 juin 2017 21h00 EDT | Rapport | LeBron James, 41 LeBron James, 13 LeBron James, 8                                                      | Points Rebonds Passes d.                                 | Kevin Durant, 39 Draymond Green, 12 Stephen Curry, 10    |  | Oracle Arena, Oakland, Californie Affluence : 19 596 Arbitres : Dan Crawford, Ed Malloy, Derrick Stafford | ABC, beIN Sports |
| 12 juin 2017 21h00 EDT | Rapport | Golden State remporte la série 4 à 1 et remporte le titre NBA. Kevin Durant est nommé MVP des Finales. |                                                          |                                                          |  | Oracle Arena, Oakland, Californie Affluence : 19 596 Arbitres : Dan Crawford, Ed Malloy, Derrick Stafford | ABC, beIN Sports |

## Records individuels
| Catégorie                   | Joueur                                         | Équipe                                                                | Statistique             | Date                                      |
| --------------------------- | ---------------------------------------------- | --------------------------------------------------------------------- | ----------------------- | ----------------------------------------- |
| Minutes                     | Giannis Antetokounmpo                          | Bucks de Milwaukee                                                    | 46:39                   | 27 avril 2017                             |
| Points                      | Russell Westbrook                              | Thunder d'Oklahoma City                                               | 51                      | 19 avril 2017                             |
| Rebonds                     | Marcin Gortat DeAndre Jordan                   | Wizards de Washington Clippers de Los Angeles                         | 18                      | 24 avril 2017 28 avril 2017               |
| Rebonds défensifs           | Russell Westbrook Marcin Gortat DeAndre Jordan | Thunder d'Oklahoma City Wizards de Washington Clippers de Los Angeles | 14                      | 23 avril 2017 24 avril 2017 28 avril 2017 |
| Rebonds offensifs           | Thaddeus Young                                 | Pacers de l'Indiana                                                   | 10                      | 20 avril 2017                             |
| Passes décisives            | John Wall                                      | Wizards de Washington                                                 | 16                      | 30 avril 2017                             |
| Interceptions               | Thaddeus Young Kawhi Leonard                   | Pacers de l'Indiana Spurs de San Antonio                              | 6                       | 17 avril 2017 22 avril 2017               |
| Contres                     | Draymond Green                                 | Warriors de Golden State                                              | 6                       | 22 avril 2017                             |
| Balles perdues              | Russell Westbrook                              | Thunder d'Oklahoma City                                               | 9                       | 16 avril 2017                             |
| Tirs marqués                | Russell Westbrook                              | Thunder d'Oklahoma City                                               | 17 (sur 43)             | 19 avril 2017                             |
| Tirs tentés                 | Russell Westbrook                              | Thunder d'Oklahoma City                                               | 43                      | 19 avril 2017                             |
| Tirs à trois points marqués | Kawhi Leonard Stephen Curry                    | Spurs de San Antonio Warriors de Golden State                         | 7 (sur 10) 7 (sur 11)   | 22 avril 2017 24 avril 2017               |
| Tirs à trois points tentés  | Russell Westbrook                              | Thunder d'Oklahoma City                                               | 18                      | 25 avril 2017                             |
| Lancers francs marqués      | Kawhi Leonard Jimmy Butler                     | Spurs de San Antonio Bulls de Chicago                                 | 19 (sur 19) 19 (sur 23) | 22 avril 2017 23 avril 2017               |
| Lancers francs tentés       | Jimmy Butler                                   | Bulls de Chicago                                                      | 23                      | 23 avril 2017                             |

- Dernière mise à jour après les matchs du 30 avril 2017.